# Братья Райт
Братья Уи́лбер и О́рвилл Райт (англ. Wilbur Wright (1867—1912) и англ. Orville Wright (1871—1948)) — американцы, за которыми в большинстве стран мира признаётся приоритет конструирования и постройки первого в мире самолёта, способного к полёту, а также совершение первого управляемого полёта человека на аппарате тяжелее воздуха с двигателем. Возможно братья не стали первыми, кто совершил полёт на экспериментальном самолёте, но они первыми смогли управлять полётом самолёта. Их работы прямо повлияли на все последующие попытки создания самолёта в мире, авиастроение всех ведущих стран.
Фундаментальное достижение братьев Райт — практичные системы управления и устойчивости по трём осям вращения самолёта, чтобы эффективно управлять самолётом и поддерживать его равновесие во время полёта. Их подход стал основой для конструирования и постройки самолётов. Братья Райт сосредоточились на изучении вопросов управления летящим аппаратом, вместо того, чтобы находить возможность устанавливать более мощные двигатели, как это делали другие экспериментаторы. Их эксперименты в аэродинамической трубе оказались плодотворнее, чем эксперименты других пионеров авиации, для создания эффективного крыла и пропеллеров. 22 мая 1906 года они получили патент США № 821393 на изобретение системы аэродинамического управления, осуществляемого с помощью поверхностей самолёта.
Технические знания братья Райт приобрели, многие годы работая в своём магазине, где продавали печатные прессы, велосипеды, двигатели и другие механизмы.

## Детство

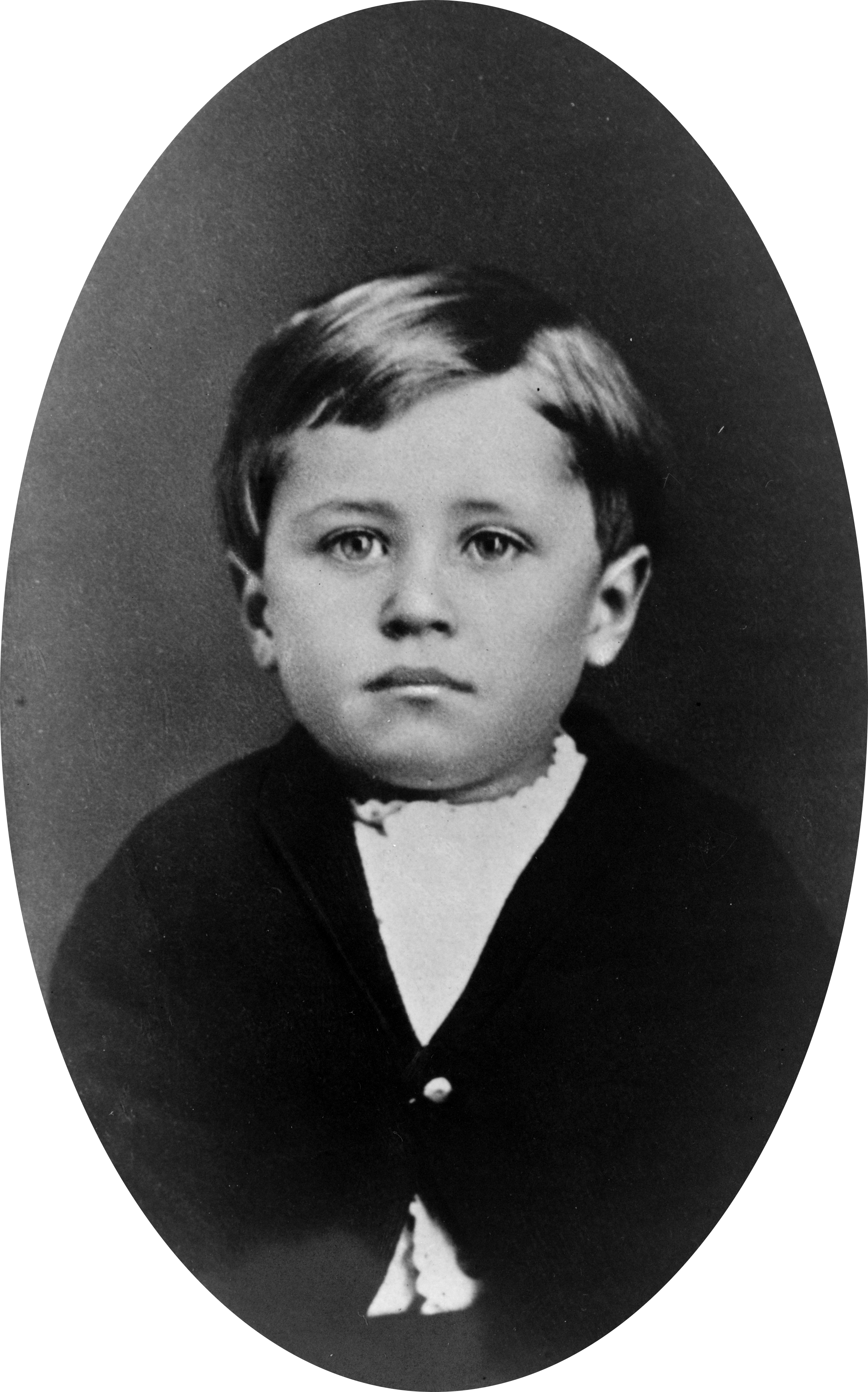
Орвилл Райт в возрасте 4 лет в апреле 1876 года

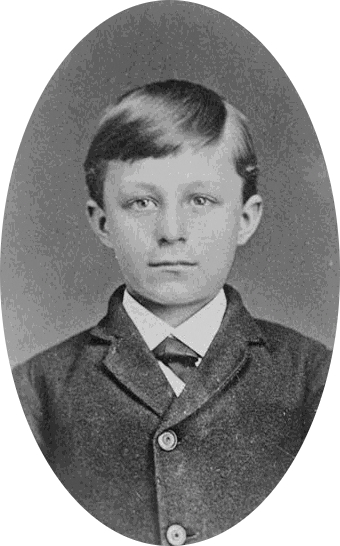
Уилбер Райт, около 1877 года

Братья Райт были двумя из семи детей, родившихся в семье Милтона Райта (1828—1917) и Сьюзен Кэтрин Коернер (1831—1889). Уилбер родился в 1867 году недалеко от Милвилла, Индиана; Орвилл — в 1871 году в Дейтоне, Огайо. Помимо Уилбера и Орвилла детьми Райтов были Рейхлин (1861—1920), Лорин (1862—1939), Кэтрин (1874—1929) и близнецы Отис и Ида (1870, умерли в младенчестве). В начальной школе Орвилл совершил проступок, за который был из неё исключён. В 1878 году Милтон Райт, являвшийся епископом евангелической церкви и много путешествовавший, купил игрушку-«вертолёт» своим младшим сыновьям. Устройство игрушки было основано на изобретении француза Альфонса Пено — пионера авиации. Сделанный из бумаги, бамбука и пробки с круглой резинкой, которая вращала мотор, он был всего около фута (30 см) длиной. Уилбер и Орвилл играли с ним, пока он не сломался, а затем построили свой собственный. В поздние годы они говорили, что их игры с этой игрушкой зажгли искру интереса к полётам. Ни Уилбер, ни Орвилл женаты не были.

## Начало карьеры и ранние опыты

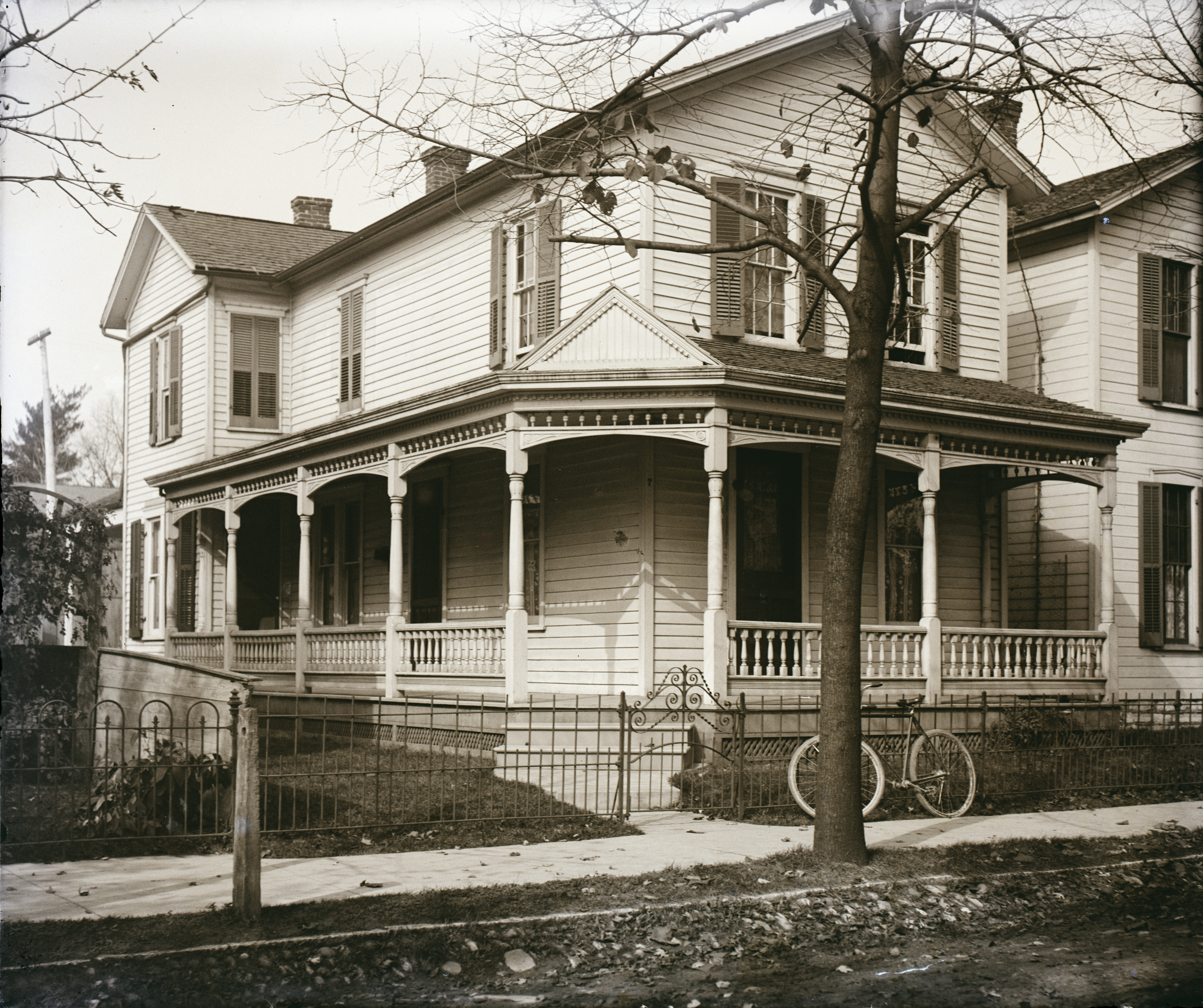
Дом, где жили братья Райт на Хауторн стрит, 7 в Дейтоне около 1900 года. Уилбер и Орвилл построили круговую веранду в 1890-е годы

Оба брата посещали среднюю школу, но не получили аттестаты об окончании. Неожиданный переезд семьи в 1884 году из Ричмонда (где семья жила в 1870-е годы) в Дейтон помешал Уилберу получить аттестат по окончании четырёх классов средней школы.
Зимой 1885—1886 годов Уилбер получил травму лица во время игры в хоккей с друзьями, что привело к потере его передних зубов. До этого момента он был энергичным и спортивным юношей, и хотя его травма не казалась особенно серьёзной, он стал замкнутым, кроме того, не стал поступать в Йельский университет, как это планировалось ранее. Если бы он поступил в университет, его карьера, возможно, была совершенно иной, однако судьба сложилась так, что он стал работать вместе с Орвиллом. Вместо университета он провёл следующие несколько лет по большей части дома, заботясь о своей матери, которая к этому времени была неизлечимо больна туберкулёзом, и читая книги в библиотеке отца. Он помогал своему отцу во время внутреннего конфликта в его церкви, но при этом ему не были присущи собственные амбиции.
Орвилл оставил среднюю школу после окончания первого года обучения в 1889 году, чтобы начать издательский бизнес, разработав и построив свой собственный печатный пресс с помощью Уилбера. Депрессия Уилбера, вызванная несчастным случаем, прошла, и он стал работать в этом бизнесе вместе с братом, выполняя работу редактора, в то время как Орвилл был издателем еженедельной газеты «Новости Вестсайда», последовавшей за ежедневной «Вечерние События». Воспользовавшись велосипедным бумом, братья открыли мастерскую по ремонту и магазин велосипедов в 1892 году (она носила название Wright Cycle Exchange, позднее — Wright Cycle Company), а затем начали производство велосипедов под собственной торговой маркой в 1896 году. Братья использовали средства, заработанные на своём предприятии для финансирования своих авиационных опытов. В начале или в середине 1890-х годов братьям попали в руки газетные или журнальные статьи, и, вероятно, фотографии планёров Отто Лилиенталя. В 1896 году произошло три важных события в мировой авиации. В мае секретарь Смитсоновского института Сэмюэл Пирпонт Лэнгли совершил успешный запуск летающей модели самолёта с паровым двигателем. Летом инженер из Чикаго и известный авиатор Октав Шанют нанял несколько молодых людей, которые испытывали различные типы планёров над песчаными дюнами по берегу озера Мичиган. В августе Отто Лилиенталь погиб при крушении своего планёра. Эти события произвели большое впечатление на братьев. В мае 1899 года Уилбер написал письмо в Смитсоновский институт, в котором запрашивал информацию и публикации об авиации и получил несколько брошюр и список рекомендуемой литературы. Увлечённые работами сэра Джорджа Кэйли, Октава Шанюта, Отто Лилиенталя, Леонардо да Винчи и Сэмюэла Лэнгли, они начали свои первые эксперименты в том же году.
Братья Райт всегда являлись для общества единым образом, совместно обладая правами на свои изобретения. Тем не менее, биографы обращают внимание, что Уилбер в 1899—1900 годах был инициатором авиационных проектов, писал о «своей» машине и «своих» планах до того, как Орвилл стал принимать серьёзное участие в проектах брата; только после появляются слова «мы» и «наш». Автор Джеймс Тобин утверждает, что «невозможно представить Орвилла более ярким, чем он был, представляющим собой ту движущую силу, которая начала их работу и поддерживала её от дальней комнаты мастерской в Огайо до встреч с олигархами, президентами и королями. Уилл сделал это. Он был лидером, от начала до конца.»

### Идея об управлении
Несмотря на трагическую судьбу Отто Лилиенталя, братья Райт приняли его стратегию: эксперименты с планирующим полётом, в которых испытывались системы управления полётом, до осуществления первого полёта с двигателем. Гибель британского авиатора Перси Пилчера при крушении планёра в 1899 году только укрепила их мнение, что надёжный метод практического управления — ключ к успешному и безопасному полёту. В начале своих экспериментов они определили управление как нерешённую третью часть «проблемы полёта». Они полагали, что накоплены уже достаточные знания и опыт для решения других двух проблем — подъёмной силы и двигателей. При этом, метод управления и балансировки путём перемещения веса тела лётчика, известный Райтам по опытам Шанюта, Лилиенталя и Пилчера, их совершенно не удовлетворял. Таким образом, подход братьев Райт резко отличался от подхода ряда современников, таких как Адер, Максим и Лэнгли, которые пытались сразу осуществить пилотируемый полёт на самолёте с двигателем, не имея апробированных средств управления.

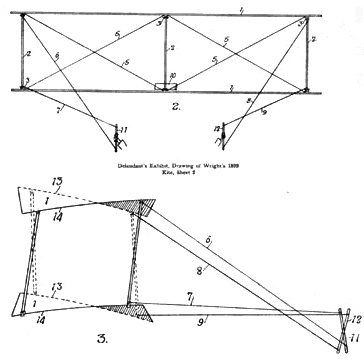
Воздушный змей братьев Райт 1899 года: виды спереди и сбоку, видны средства управления. Перекос крыла виден на нижнем рисунке. (рисунок братьев Райт в Библиотеке Конгресса)

Основываясь на наблюдениях, Уилбер заключил, что птицы изменяют угол окончаний своих крыльев, чтобы заставить своё тело повернуть вправо или влево. Братья решили, что это также будет хорошим способом для летающего аппарата для поворотов — создать «крен» или «наклон» в сторону поворота, точно так же как это делают птицы — и точно так же, как велосипедисты: с таким опытом братья были хорошо знакомы. Кроме того, очень важно, как они рассчитывали, что этот метод позволит восстановить равновесие, если боковой ветер наклонит летательный аппарат в одну сторону (боковой баланс). Они долго ломали голову, как достигнуть того же самого эффекта с искусственными крыльями и в конечном счёте изобрели метод — перекашивание крыла.
Сами братья Райт полагали, что они были первыми предложившими аэродинамическое управление креном летательного аппарата. На самом деле многие изобретатели выдвигали подобную идею и раньше, в частности: Б. Лоренсу де Гусман (Бразилия, 1709), Ж. М. Ле Бри (Франция, 1858), М. Боултон (Великобритания, 1868), Р. Харт (Великобритания, 1870), Ш. Ренар (Франция, 1871), О. Лилиенталь (Германия, 1895), А. Вольфмюллер (Германия, 1895), Э. Галлаудет (США, 1898). При этом Ренар и Галлаудет реализовали подобный метод управления на летающих моделях, а Ле Бри, Лилиенталь и Вольфмюллер — на натурных планерах. Однако впоследствии именно братья Райт стали первыми, кому удалось на практике продемонстрировать работоспособную систему аэродинамического управления по крену.
Многие другие пионеры авиации считали, что полёт не отличался с точки зрения управления от перемещения по поверхности земли, кроме того факта, что транспортное средство находилось над поверхностью земли. Они представляли, что управление полётом возможно штурвалом вроде корабельного, будто бы летательный аппарат всё время находился в воздухе на одной высоте, как поезд, автомобиль или судно на земной (водной) поверхности. Идея о медленном наклонении или вращении с одной стороны в другую рассматривалась как нежелательная или не рассматривалась вообще. Некоторые из этих других экспериментаторов, включая Лэнгли и Шанюта, искали неуловимый идеал «неотъемлемой стабильности», полагая, что пилот летательного аппарата не будет способен реагировать достаточно быстро на порывы ветра, чтобы фактически применять механическое управление полётом. Братья Райт же хотели, чтобы пилот имел абсолютный контроль над своим аппаратом. По этой причине в их ранних проектах нет никаких стремлений к стабильности самой конструкции (вроде крыла с положительным углом). Они осознанно разработали их в 1903 году, применив сначала крылья с отрицательным углом, которым свойственна нестабильность, но меньшая восприимчивость к опрокидыванию порывистыми боковыми ветрами.

## Полёты

### Перед полётами
В июле 1899 года Уилбер испытывает перекашивания крыла, построив и подняв полутораметровый воздушный змей-биплан. В результате перекашивания одна сторона крыла получает большую подъёмную силу и поднимается, и аппарат начинает поворачиваться в направлении более низкого конца. Перекашивание осуществлялось четырьмя тросами, прикреплёнными к воздушному змею. Тросы прикреплялись к двум палочкам, которые держал человек, запускающий змея, и который вытягивал их в противоположных направлениях, чтобы крылья поворачивались, а змей соответственно поворачивал вправо или влево.
В 1900 году братья приехали в долину Китти-Хоук, Северная Каролина, чтобы начать свои эксперименты с управляемыми планёрами. Они выбрали место по совету Октава Шанюта (в ответ на письмо Уилбера), который предложил песчаное побережье, где есть регулярные ветры и мягкая поверхность для посадки. Они выбрали Китти-Хоук после тщательного исследования метеорологических данных из переписки с Национальной службой погоды. Это место, хотя и отдалённое, было ближе к Дэйтону, чем другие предложенные Шанютом места, в числе которых были Калифорния и Флорида. Отдалённость места также дала им возможность избежать интереса репортёров, которые в 1896 г. описали эксперименты Шанюта на озере Мичиган как нечто вроде циркового представления. Необходимо было путешествовать поездом из Дэйтона в Цинциннати; пересесть на ночной поезд в Old-point Комфорт, Вирджиния (около Ньюпорт-Ньюс); далее на пароме в Норфолк; поездом в Элизабет City , Северная Каролина; и морским путём в Китти-Хоук, расположенном на так называемых Внешних Берегах в Северной Каролине.

### Планёры
В основе проекта первого полноразмерного планёра братьев Райт лежали работы их предшественников: планёр-биплан Шанюта-Херринга, который совершал успешные полёты в 1896 году около Чикаго; данные о подъёмной силе, опубликованные Лилиенталем.
Крылья их планёра были соединены системой стоек и тросовых расчалок — они решили развивать конструкцию, разработанную Шанютом для своего планёра образца 1896 года на основе применяемой в практике мостостроения ферму Пратта. Братья Райт установили руль высоты перед крыльями, а не позади их, эта особенность была сделана для того, чтобы избежать падения и крушения, аналогичных тому, что погубило Лилиенталя. Позднее, когда Сантос-Дюмон совершал полёты на своём 14-бис в Париже в 1906 году, французы прозвали такое расположение горизонтального оперения «утка» из-за схожести с уткой в полёте. Согласно некоторым биографам братьев Райт, все полёты до 1902 года, вероятно, совершал Уилбер. Возможно, это связано с его харизмой и стремлением защитить младшего брата от риска.
|      | Размах крыла       | Площадь крыла   | Хорда        | Кривизна профиля | Аэродинамическое качество | Длина              | Масса                |
| ---- | ------------------ | --------------- | ------------ | ---------------- | ------------------------- | ------------------ | -------------------- |
| 1900 | 17 фт 6 д (5,25 м) | 165 фт² (15 м²) | 5 фт (1,5 м) | 1/20             | 3,5                       | 11 фт 6 д (3,45 м) | 52 фунтов (23,6 кг)  |
| 1901 | 22 фт (6,6 м)      | 290 фт² (27 м²) | 7 фт (2,1 м) | 1/12, *1/19      | 3                         | 14 фт (4,2 м)      | 98 фунтов (44,4 кг)  |
| 1902 | 32 фт 1 д (9,6 м)  | 305 фт² (28 м²) | 5 фт (1,5 м) | 1/20-1/24        | 6,5                       | 17 фт (5,1 м)      | 112 фунтов (50,7 кг) |

* Такое крыло создало проблемы с балансировкой по тангажу; братья Райт изменили кривизну на месте.

#### Планёр 1900 года

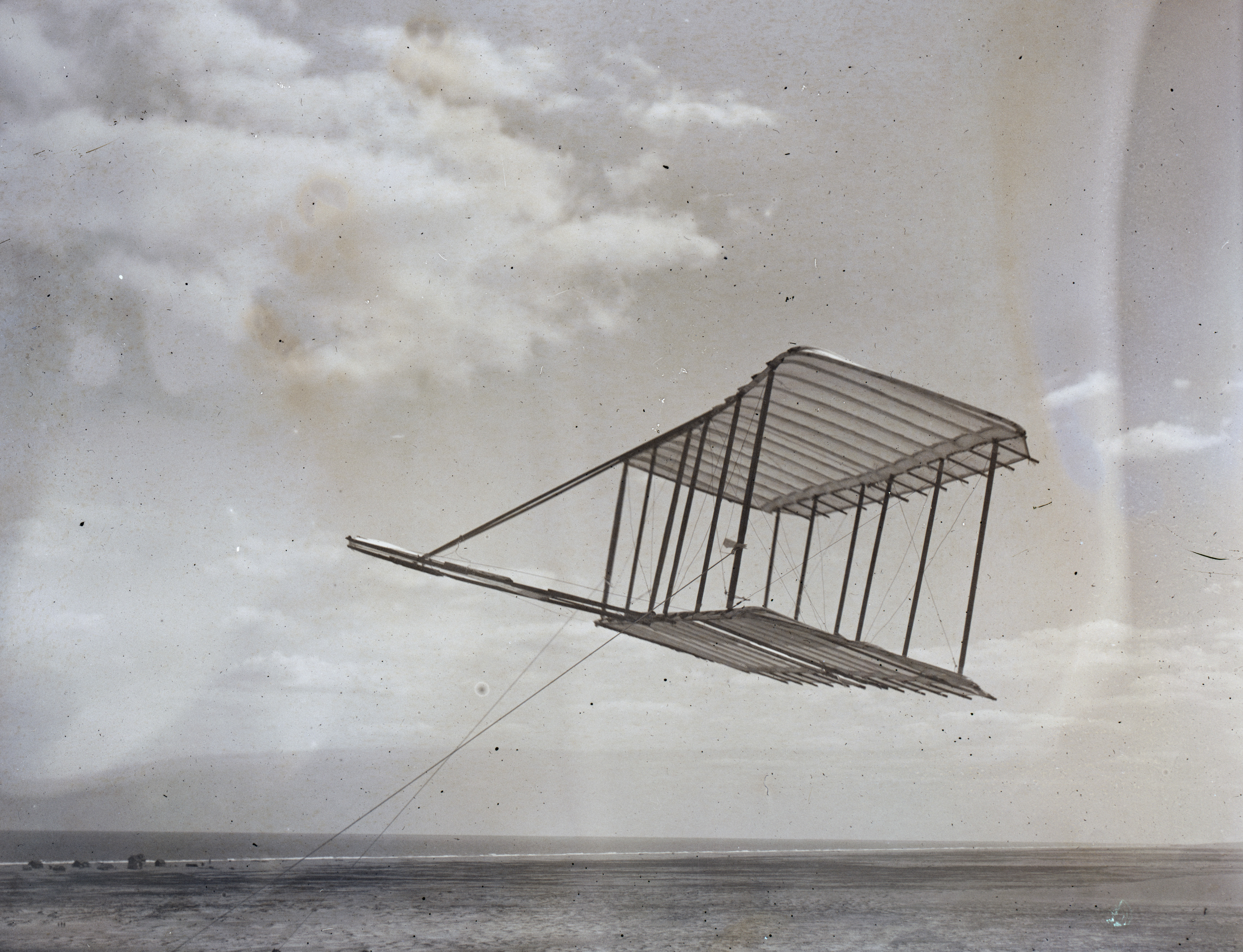
Планёр 1900 года. Фотографий с пилотом не существует

Братья совершали полёты на планёре только в течение нескольких дней в начале осени 1900 года в Китти-Хоук. На первых испытаниях, вероятно 3 октября, пилотом был Уилбер, в это время как планёр летел как бумажный змей невысоко над поверхностью земли, постоянно удерживаемый тросами. Большая часть испытаний планёра была без пилота, использовались мешки с песком, цепи и даже местный мальчик в качестве балласта. В начале братья Райт испытали систему перекашивания крыла, управляя планёром с земли. Затем Уилбер (но не Орвилл) совершил около дюжины свободных полётов (все они были совершены в один день). Для этих испытаний братья переехали на 6 километров на юг к Килл-Девил-Хиллс — группе песчаных дюн высотой до 30 м (в этом месте они разбивали лагерь в последующие три года). Хотя подъёмная сила планёра оказалась меньше, чем ожидалось (что было причиной того, что большая часть испытаний была беспилотной), братья были удовлетворены, так как руль высоты работал хорошо, и не произошло ни одного падения. Тем не менее, небольшое количество полётов не могло дать возможность по-настоящему испытать перекашивание крыла.
Пилот должен был лежать на нижнем крыле, что позволяло уменьшать аэродинамическое сопротивление. Они совершили все свои полёты в таком положении в последующие пять лет.

#### Планёр 1901 года

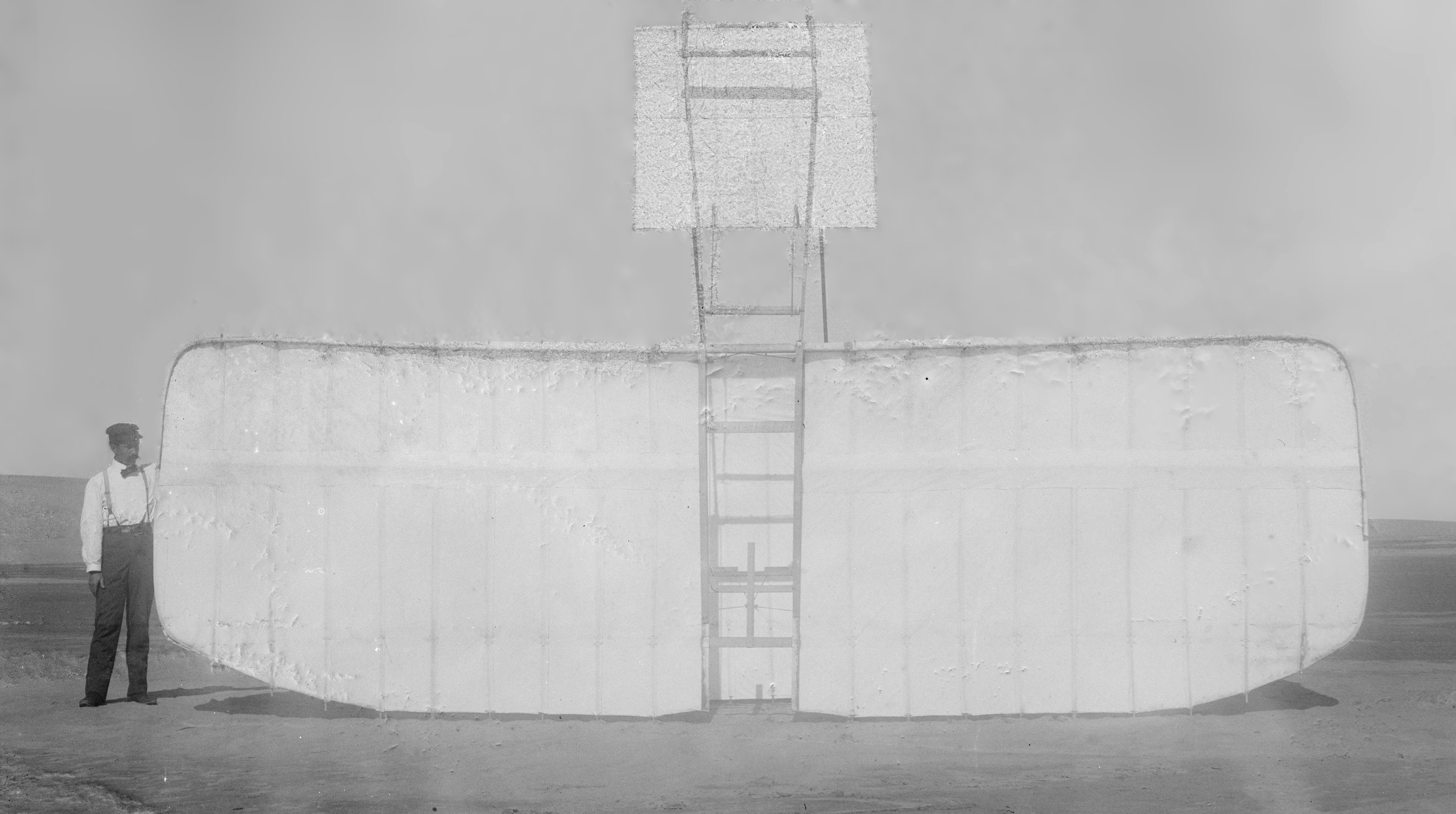
Орвилл в Китти-Хоук с планёром 1901 года, нос аппарата направлен вверх; он не имел хвоста

Надеясь увеличить подъёмную силу, они построили планёр 1901 года с намного большей площадью крыла и совершили 50—100 полётов[уточнить] в июле и августе на расстояния от 6 до 118 м. Планёр несколько раз терял скорость, но эффект парашюта от расположенного впереди горизонтального оперения позволил Уилберу совершать безопасные приземления, вместо падения. Эти инциденты ещё больше укрепили веру братьев Райт в схему «утка», которую они использовали вплоть до 1910 года. Планёр, тем не менее, оставил две большие нерешённые проблемы. Во-первых, он смог обеспечить только приблизительно одну треть расчётной подъёмной силы, а во-вторых не всегда мог должным образом отреагировать на перекашивание крыла, поворачивая в противоположном направлении — это было вызвано аномальным перемещением центра давления крыла сильно изогнутого профиля на малых углах атаки.
Слабая подъёмная сила, создаваемая крыльями их планёров, привела братьев Райт к тому, чтобы подвергнуть сомнению точность данных Лилиенталя, а также «коэффициент Смитона» для давления воздуха, который использовался в течение более чем 100 лет и был частью принятого уравнения для подъёмной силы.
Расчёт подъёмной силы
{\displaystyle L=k\,S\,V^{2}\,C_{L},}
где
L — подъёмная сила в фунтах,
k — коэффициент давления воздуха (коэффициент Смитона),
S — общая площадь поверхности в квадратных футах,
V — скорость относительно воздуха в милях в час,
CL — коэффициент подъёмной силы (изменяется в зависимости от формы крыла).

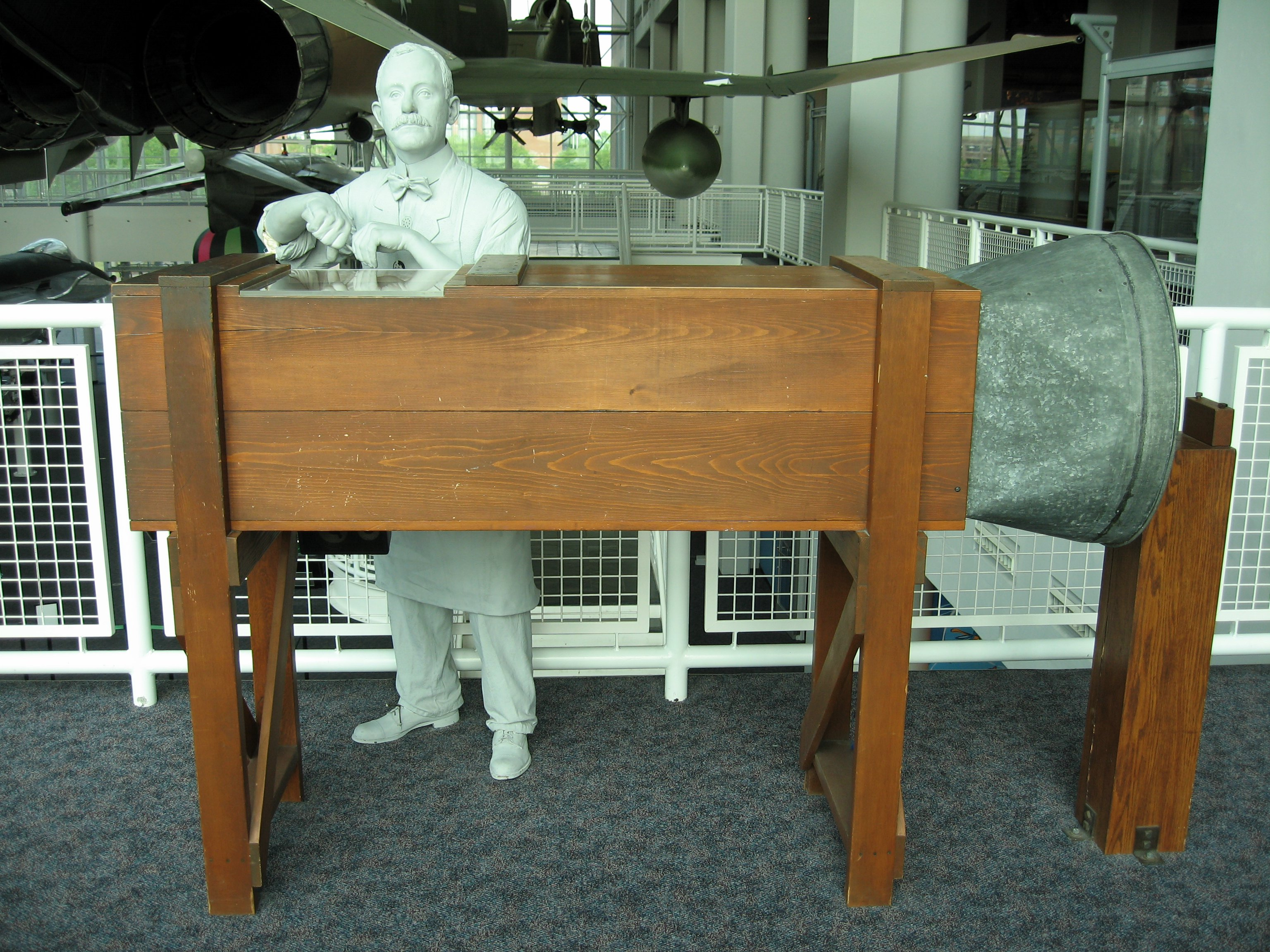
Копия аэродинамической трубы братьев Райт в Центре авиации и космонавтики в Вирджинии

Формула для расчёта, которой пользовались братья Райт (а ранее Лилиенталь) позволяла рассчитывать подъёмную силу для крыльев разной формы. На основании данных, полученных при запусках воздушных змеев и планёров, Уилбер определил (и это подтвердили последующие испытания), что число Смитона составляет около 0,0033, а не 0,0054, как было общепринято и что приводило к ошибке в расчётах.
Вернувшись домой, братья установили на велосипед миниатюрное крыло Лилиенталя и противодействующую пластину на третье, горизонтальное свободновращающееся колесо велосипеда перед рулём. Результаты, основанные на времени поворота третьего колеса, подтверждали их подозрения относительно расчёта подъёмной силы, однако были недостаточно надёжны и требовали усовершенствования прибора. Братья Райт также сделали вывод о том, что эмпирические исследования с крыльями различной формы на полноразмерных планёрах слишком дороги и отнимали много времени. Отложив свой велосипед с третьим колесом, они создали аэродинамическую трубу и стали проводить систематические испытания на миниатюрных крыльях с октября по декабрь 1901 года. Изобретённые ими «весы» для удерживания крыльев в туннеле, были сделаны из велосипедных спиц и металлолома и выглядели весьма неэстетично, однако были настолько же важны для окончательного успеха, как и их планёры. Устройство братьев Райт для измерения подъёмной силы позволило сделать расчёт коэффициентов для каждого типа крыла. Также они могли наблюдать работу крыльев через стекло в верхней части аэродинамической трубы.

#### Планёр 1902 года

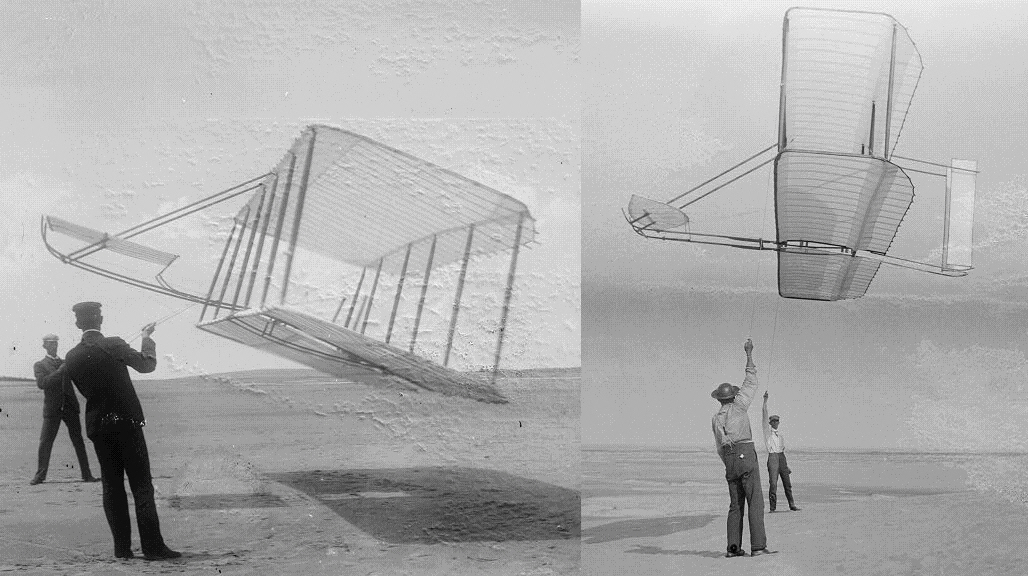
Большое усовершенствование
Слева — планёр 1901 года, управляемый Уилбером (слева) и Орвиллом. Справа — планёр 1902 года, управляемый Уилбером (справа) и Дэном Тэйтом, помощником.
Усовершенствования видны при сравнении. Планёр 1901 года летит с крутым углом атаки из-за слабой подъёмной силы и высокого лобового сопротивления. Планёр же 1902 года летит под плоским углом и держится на тросах практически горизонтально, что демонстрирует гораздо лучшее аэродинамическое качество летательного аппарата

Лилиенталь совершал испытания «вращающейся руки» только на крыльях нескольких форм, но Райты ошибочно предполагали, что его расчёты применимы и к их крыльям, которые имели другую форму. Братья Райт совершили огромный шаг вперёд и произвели основные испытания в аэродинамической трубе на 200 крыльях различных форм и профилей, которые сопровождались глубоким тестированием 38 из них. Испытания, согласно их биографу Говарду, «были самыми важными и успешными авиационными экспериментами, когда-либо произведёнными в столь короткое время с таким небольшим количеством материалов и с таким скромным бюджетом». Ключевым открытием стало заключение об эффективности более длинных и более узких крыльев: они обеспечивали лучшее аэродинамическое качество, чем более широкие крылья, которые братья применяли до того.
Получив новые знания и рассчитав более точное значение числа Смитона, Райты разработали свой планёр 1902 года. Получив данные испытаний в аэродинамической трубе, они сделали профиль более плоским, уменьшив изгиб крыла. Крылья планёра 1901 года имели значительно больший изгиб, это весьма неудачная особенность аппарата Райтов была скопирована непосредственно с чертежей Лилиенталя. Получив новые результаты испытаний в аэродинамической трубе, Райты отказались от использования данных Лилиенталя, используя теперь только собственные расчёты в своих проектах.

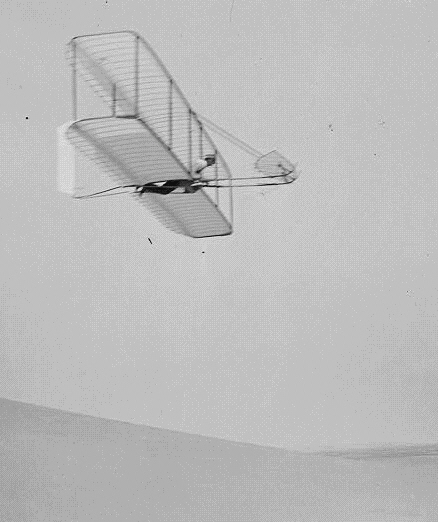
Уилбер Райт пилотирует планёр 1902 года над Килл-Девил-Хиллс 10 октября 1902 года. Единственный задний руль управляем; он заменил первоначально установленный двойной руль. Фотография сделана Лорин Райт

Как и ранее, первые полёты планёр братьев Райт 1902 года совершал как непилотируемый воздушный змей. Работа с аэродинамической трубой оказалась весьма полезной: подъёмная сила планёра соответствовала расчётной. Новый планёр также имел новую особенность: жёсткий вертикальный руль, который должен был устранить ряд возникавших ранее проблем.
К 1902 году братья поняли, что перекашивание крыла приводило к различному лобовому сопротивлению окончаний крыльев. Большая подъёмная сила на одном конце крыла также приводила к увеличению лобового сопротивления, что не давало аппарату повернуть в сторону опущенного конца крыла. Так вёл себя бесхвостый планёр 1901 года.
Усовершенствованная форма крыла позволила совершать более далёкие перелёты, а задний руль предотвращал нежелательное отклонение от курса, причём настолько эффективно, что это создавало новую проблему. Иногда, когда пилот пытался выровнять аппарат после поворота, планёр не отвечал на корректирующее перекашивание крыла и продолжал поворот. Планёр скользил в сторону более низкого окончания крыла, что приводило к снижению с вращением вокруг вертикальной оси. Райты назвали это явление «выкапыванием колодца»; современные авиаторы называют его «циркуль».
Орвилл не мог не видеть, что жёстко зафиксированный руль создаёт сопротивление эффекту корректирующего перекашивания крыла при попытке выровнять планёр после поворота. Он записал в своём дневнике ночью 2 октября: «я изучал новый вертикальный руль». Братья тогда приняли решение сделать задний руль подвижным, чтобы решить эту проблему. Они прикрепили на петлях руль и соединили его с механизмом перекашивания крыла, в результате чего одним движением пилот одновременно управлял и отклонением руля, и перекашиванием крыла. Испытания показали, что подвижный руль должен отклоняться в обратном направлении от того крыла, которое имеет большее лобовое сопротивление (и подъёмную силу) при перекашивании крыла. Противодействующая сила, создаваемая повёрнутым крылом, позволила корректирующему перекашиванию крыла надёжно восстанавливать положение после поворота или волнения ветра. Кроме того, когда планёр разворачивался с креном, давление руля преодолевало эффект разницы в лобовых сопротивлениях, и нос аппарата выравнивался в направлении поворота, устраняя неблагоприятное отклонение от курса.
Таким образом братья Райт открыли истинное предназначение подвижного вертикального руля. Его роль состояла не в изменении направления полёта, а скорее в выравнивании аппарата во время поворотов с креном и в выравнивании в случае крена и порывов ветра. Фактически поворот — изменение направления — совершался с помощью контроля горизонтального вращения перекашиванием крыла. Принципы остались теми же самыми, когда перекашивание крыла заменили элероны.

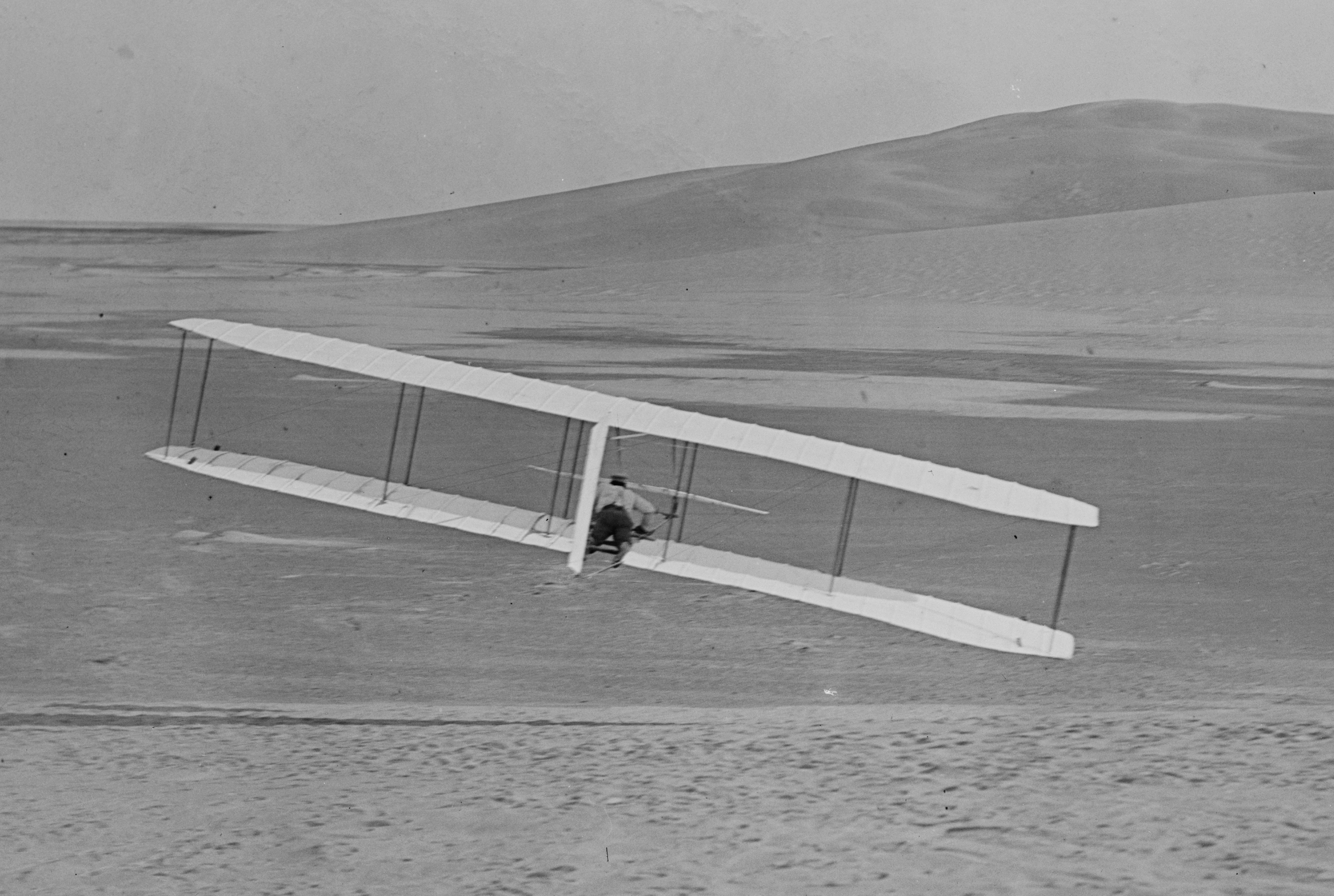
Уилбер делает поворот подвижным рулём 24 октября 1902 года

С помощью нового метода управления Райты впервые достигли истинного контроля над своим аппаратом, это произошло 8 октября 1902 года и стало важнейшим изобретением в истории авиации. В сентябре и октябре они совершили от 700 до 1000 полётов, самый длительный из которых продолжался 26 секунд, а его дальность составила 190 м. Сотни хорошо управляемых полётов после установки убедили братьев начать строить летающий аппарат тяжелее воздуха с двигателем.
Таким образом, братья Райт смогли контролировать планёр по трём осям: перекашиванием крыла — крен (продольная ось), носовым рулём высоты — тангаж (поперечная ось) и хвостовым рулём направления — рыскание (вертикальная ось). 23 марта 1903 года братья Райт подали заявку на свой знаменитый патент для «летающей машины», основанную на полётах их успешного планёра 1902 года. Некоторые историки авиации полагают, что создание системы управления полётом по трём осям на планёре 1902 года было так же, а возможно ещё более существенно, чем установка двигателей на «Флайер» 1903 года. Петер Якаб из Смитсоновского института полагает, что усовершенствование планёра 1902 года по сути является изобретением самолёта.

### С двигателем

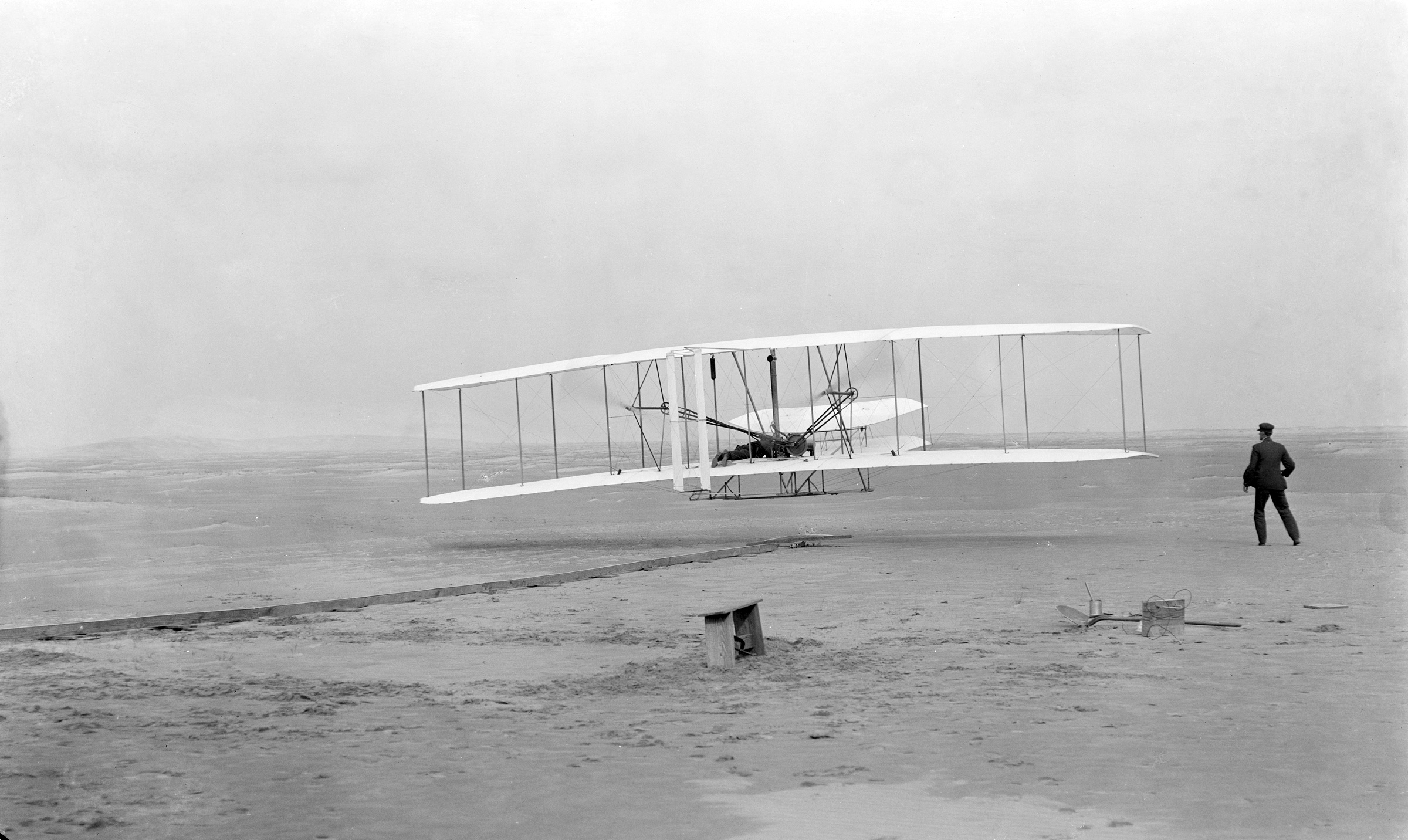
Первый полёт Флайера-1 17 декабря 1903 года, пилотирует Орвилл, Уилбер — на земле. Фотография Джона Т. Дэниелса со спасательной станции Килл-Девил-Хиллс, использован фотоаппарат Орвилла на треножнике

В 1903 году братья Райт построили оснащённый двигателем «Флайер-1», из обычного для их аппаратов конструкционного материала — ели, крепкого и лёгкого дерева. Они также разработали и изготовили деревянные пропеллеры, а также использовали бензиновый двигатель, изготовленный в их магазине велосипедов. Они полагали, что модель пропеллера будет простым вопросом и планировали использовать расчёты для корабельных винтов. Однако их библиотечные исследования не привели к нахождению каких-либо базовых формул для морских или воздушных винтов, и они оказались без отправной точки в этом вопросе. Они обсуждали и долго спорили по этому поводу, пока не пришли к выводу, что пропеллер — по сути то же крыло, только вращающееся в вертикальной плоскости. На этом основании они для проектирования пропеллеров воспользовались данными большего количества испытаний в аэродинамической трубе. В окончательном варианте диаметр пропеллера составил 2,6 м, лопасти были сделаны из трёх склеенных кусков ели. Братья Райт выбрали двойной «толкающий» пропеллер (противовращающийся, чтобы гасить вращающий момент), который должен действовать на больший объём воздуха, чем одинарный относительно медленный пропеллер, и не будет влиять на поток воздуха по передней кромке крыльев.
Уилбер сделал в марте 1903 года запись в своей записной книжке о том, что пропеллер опытного образца имел КПД 66 %. Современные испытания в аэродинамической трубе пропеллеров образца 1903 года показали, что они имели КПД более 75 % в условиях первых полётов, а фактически имели максимальный КПД 82 %. Это очень большое достижение, учитывая, что современные деревянные пропеллеры имеют максимальный КПД 85 %.

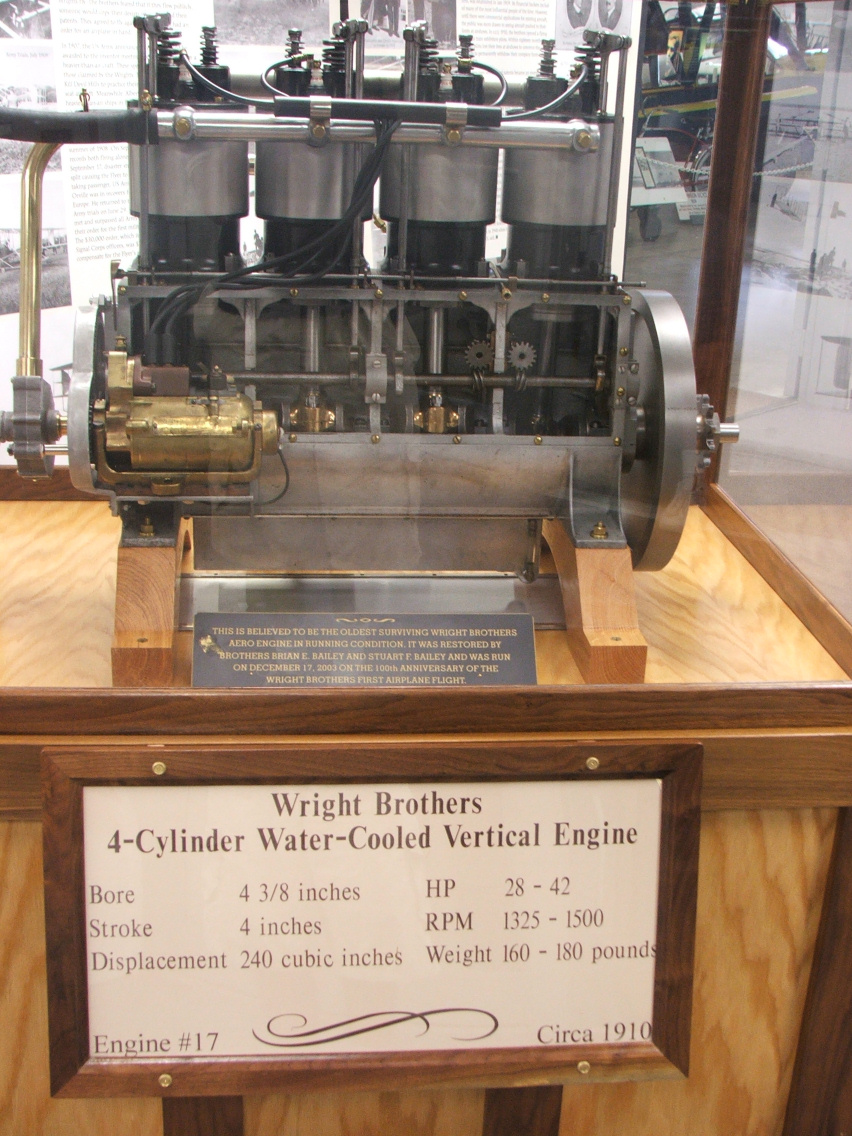
Ранние двигатели, использованные братьями Райт, как считается, до наших дней не сохранились, более поздний экземпляр, серийный номер 17 1910 года, находится в экспозиции Музее авиации Новой Англии в Международном аэропорту Брэдли в Виндзор-Локс в Коннектикуте

Братья Райт написали нескольким изготовителям двигателей, но ни один из них не смог удовлетворить их требования к весу авиационного двигателя. Они обратились к механику их магазина, Чарли Тэйлору, который построил двигатель через шесть недель при постоянных консультациях с братьями. Чтобы вес двигателя был достаточно низким, его основные части были сделаны из алюминия, что было редкостью в то время. Двигатель Райт-Тэйлора был примитивным вариантом современных инжекторных систем, он не имел ни карбюратора, ни топливного насоса. Бензин стекал под своим весом в картер через резиновую трубку из топливного бака, установленного на распорке крыла.
Цепь цепной передачи напоминала аналогичную велосипедную, однако она была произведена предприятием, производящим сверхпрочные цепи для автомобильных двигателей. Стоимость постройки «Флайера-1» составила менее тысячи долларов, это значительно меньше, чем 50 000 долларов, полученных Сэмюэлом Лэнгли на строительство его Аэродрома. «Флайер-1» имел размах крыла 12 м, массу 283 кг, и был оснащён двигателем мощностью 9 кВт и массой 77 кг.
После недель задержек в Китти-Хоук, вызванных поломкой пропеллера во время испытаний двигателя, Уилбер выиграл в орлянку право первым взлететь и совершил попытку взлёта 14 декабря 1903 года, однако самолёт упал сразу после взлёта, «Флайер-1» при этом незначительно пострадал. В письме к семье Уилбер писал, что испытание принесло «только частичный успех», констатируя, что «мощности вполне достаточно, и если бы не пустяковая ошибка и не недостаток опыта с этой машиной и этим методом старта, машина несомненно полетела бы красиво». После ремонта братья Райт наконец поднялись в воздух 17 декабря 1903 года, совершив два полёта, каждый от уровня земли при встречном ветре скоростью 43 км/ч. Первый полёт совершил Орвилл, он пролетел 36,5 метра за 12 секунд, этот полёт был зарегистрирован на известной фотографии. Следующие два полёта были длиной около 52 и 60 метров, совершённые Уилбером и Орвиллом соответственно. Их высота была около 3 метров над уровнем земли. Запись Орвилла Райта о последнем полёте в этот день:

Около полудня Уилл отправился в четвёртый, и последний, полёт. Первые сотни футов машина делала скачки вверх и вниз, как прежде, но к моменту, когда она пролетела 300 футов, Уилл почувствовал, что она управляется намного лучше. Следующие 400 или 500 футов высота практически не менялась. Однако, пройдя примерно 800 футов, машина опять начала рыскать по тангажу и в один из бросков вниз столкнулась с землёй. Пройденное расстояние составило 852 фута; время в полете — 59 секунд. Рама переднего руля была сильно повреждена, но главная рама не пострадала совсем. Мы оценили, что машина может быть снова приведена в пригодное для полётов состояние за день или два.
Оригинальный текст (англ.)Wilbur started the fourth and last flight at just about 12 o'clock. The first few hundred feet were up and down, as before, but by the time three hundred feet had been covered, the machine was under much better control. The course for the next four or five hundred feet had but little undulation. However, when out about eight hundred feet the machine began pitching again, and, in one of its darts downward, struck the ground. The distance over the ground was measured to be 852 ft; the time of the flight was 59 seconds. The frame supporting the front rudder was badly broken, but the main part of the machine was not injured at all. We estimated that the machine could be put in condition for flight again in about a day or two.

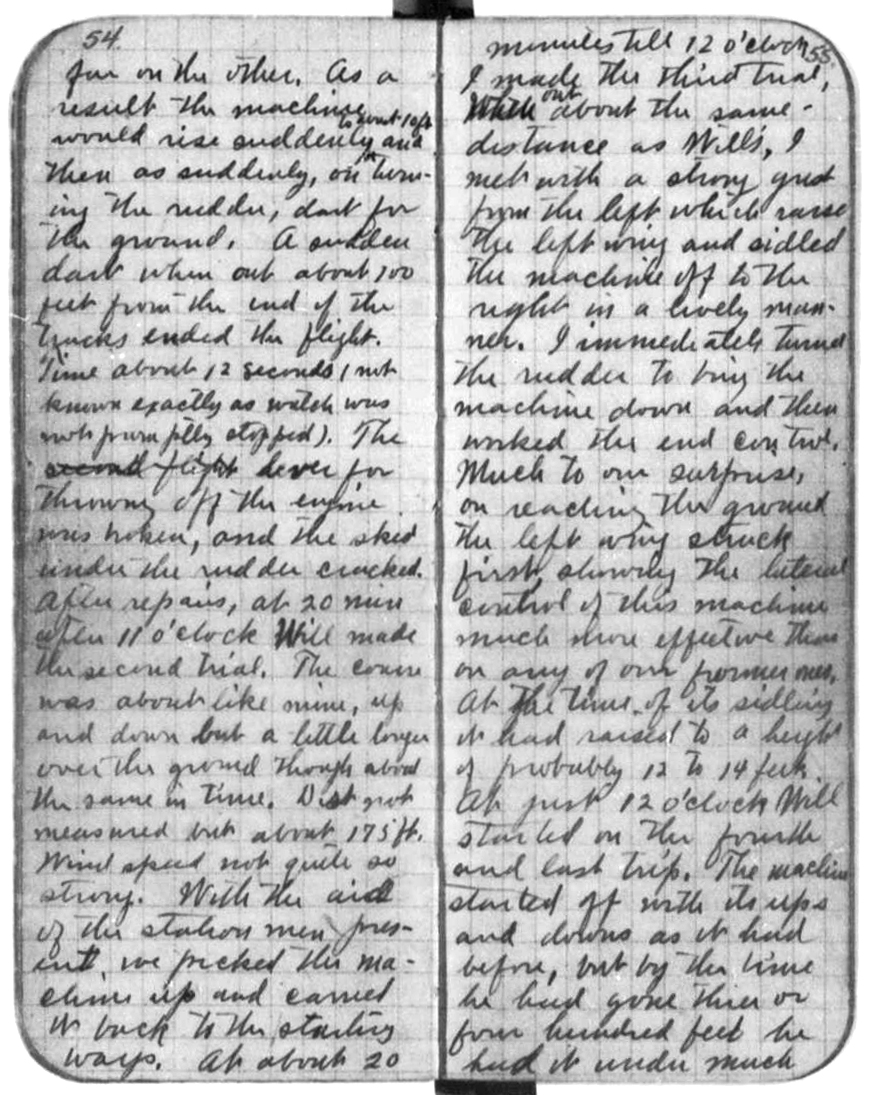
Запись из записной книжки Орвилла 17 декабря 1903 года

Свидетелями полётов были пять человек (Адам Этэридж, Джон Дэниелс и Уилл Дуг из береговой команды спасателей; бизнесмен области У. С. Бринкли и деревенский мальчик Джонни Мур), что позволяет считать эти полёты первыми публичными полётами. Оператор телеграфа, передававший телеграмму их отцу, стал источником утечки информации против желания братьев, и весьма неточные сообщения появились в нескольких газетах на следующий день.
После того как мужчины отбуксировали «Флайер» обратно после его четвёртого рейса, мощный порыв ветра переворачивал его несколько раз, несмотря на попытки предотвратить это. Сильно повреждённый, самолёт больше не поднимался в воздух. Братья отправили его домой, и годы спустя Орвилл восстановил его, передавая его для показа в США, а затем и Британскому музею (см. спор со Смитсоновским институтом ниже), пока наконец он не был установлен в Смитсоновском институте в Вашингтоне, округ Колумбия в 1948 году.

### Последующие самолёты
В 1904 году братья Райт построили «Флайер-II» и устроили аэродром в Прерии Хаффмана, пастбище коров в 13 км к северо-востоку от Дейтона, которое президент банка Торренс Хаффман предоставил им без арендной платы. Они пригласили на первую попытку полёта 23 мая репортёров с условием, что они не будут фотографировать. Неисправности двигателя и слабые ветры не дали возможности поднять самолёт в воздух, они смогли совершить только очень короткий перелёт несколькими днями позже в присутствии гораздо меньшего числа репортёров. Некоторые учёные считают, что Райты специально саботировали эти полёты, чтобы у журналистов пропал к ним интерес. Неизвестно, верно ли это утверждение, однако после их неудачных показательных полётов местные газеты игнорировали их около полутора лет.

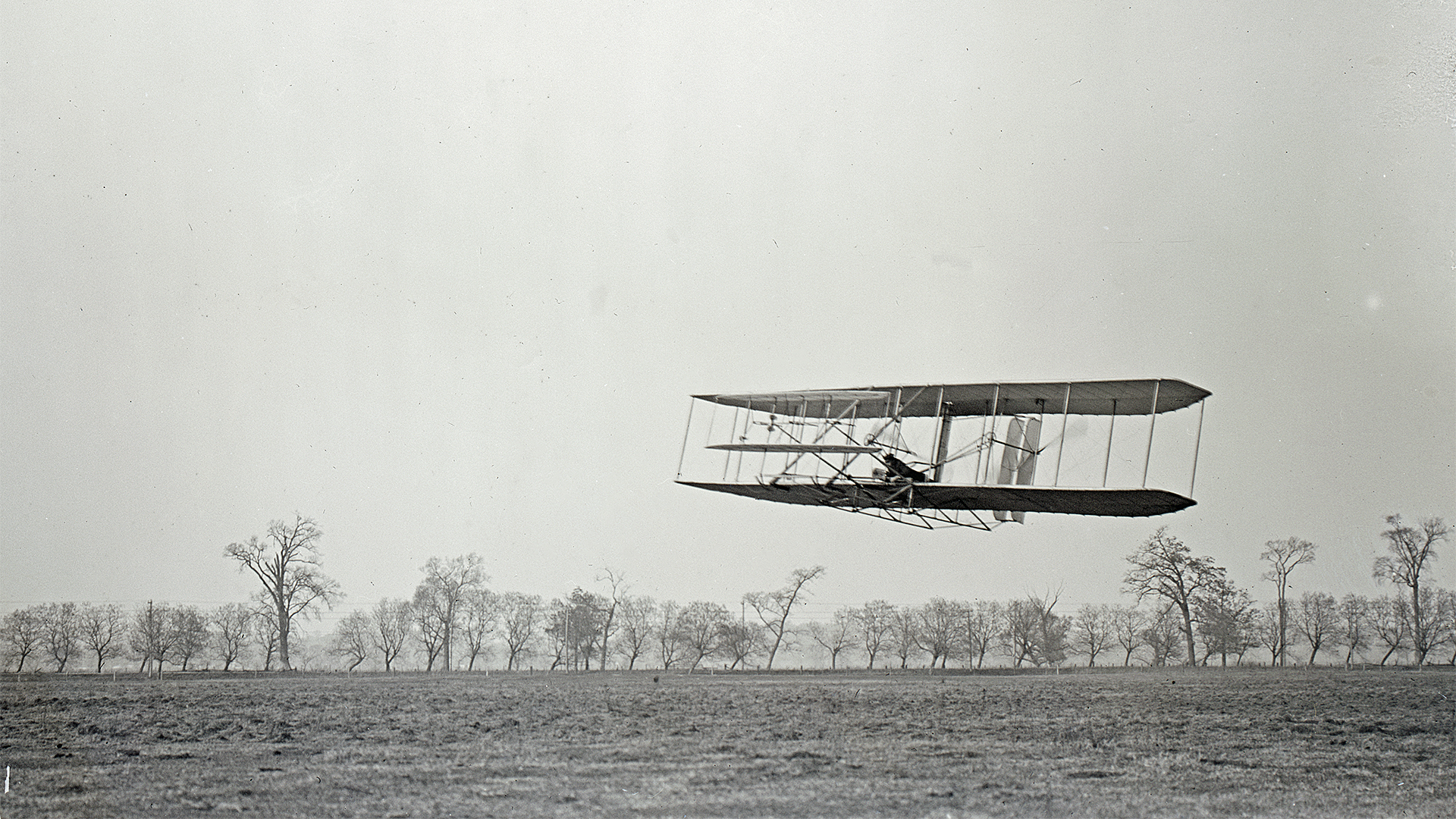
Орвилл в полёте над Прерией Хаффмана на Флайере-II. Полёт № 85, около 536 м за 40,2 секунды, 16 ноября 1904 года

Братья Райт были довольны тем, что освободились от внимания репортёров. Отсутствие журналистов также уменьшало шансы их конкурентов для изучения их методов. После полётов с двигателем в Китти-Хоук Райты приняли решение начинать сворачивать велосипедный бизнес, чтобы они могли посвятить себя созданию и продвижению на рынке пригодного к эксплуатации самолёта. Такое решение несло в себе финансовый риск, так как Райты не были богаты и не имели государственного финансирования (в отличие от других пионеров авиации, таких как Адэр, Максим, Лэнгли и Сантос-Дюмон). Целью их работы не было получение богатства; она должна была принести им средства к существованию. Таким образом их эксперименты продолжали оставаться в секрете, как и советовал им их поверенный Гарри Тулмен, они не показывали никому деталей своей машины.
В Прерии Хаффмана при более слабых ветрах и более низкой плотности воздуха, чем в Китти-Хоук (из-за большей высоты над уровнем моря и более высоких температур штата Огайо) осуществление взлёта было намного сложнее, и братья Райт должны были использовать для взлёта намного более длинный стартовый рельс, в отличие от 18-метрового рельса в Китти-Хоук. Весной и летом они совершили много жёстких посадок, по сути небольших катастроф, которые приводили к повреждениям Флайера и сопровождались ушибами и травмами пилотов. 13 августа, совершая взлёт без посторонней помощи, Уилбер наконец превысил их лучшую дальность полёта в Китти-Хоук, пролетев 400 м. Тогда они решили использовать катапульту, чтобы упростить взлёт, и впервые опробовали её 7 сентября. 20 сентября 1904 года Уилбер пролетел первый полный круг в истории на аппарате тяжелее воздуха, преодолев 1244 м приблизительно за полторы минуты. Их два лучших полёта состоялись 9 ноября (пилотировал Уилбер) и 1 декабря (пилотировал Орвилл), каждый более пяти минут и длиной около 5 км, почти 4 круга каждый полёт. К концу года братья налетали около 50 минут в 105 полётах по 85-акровому пастбищу, которое до сегодняшнего дня фактически не изменилось и сегодня является частью Дейтонского национального исторического парка авиационного наследия, который находится рядом с авиабазой Райт-Паттерсон.
Несмотря на значительный прогресс в 1904 году, Флайер всё ещё часто терял управление. Братья Райт разобрали часто разбивавшийся и ремонтированный самолёт, но сохранили двигатель, и в 1905 году построили новый «Флайер-III», в котором были сделаны важные усовершенствования. Братья устанавливали отдельное управление для хвостового руля вместо того, чтобы связать руль с «колыбелью» перекашивания крыла, как это было ранее. Управление всеми тремя осями — креном, рысканием и тангажем — производилось независимо друг от друга. Однако обновлённый Флайер дал те же результаты, что и первые два. Его первый полёт 23 июня и несколько последующих продолжались не более 10 секунд. После того, как Орвилл перенёс травму кости и возможную авиакатастрофу 14 июля, они переделали Флайер, увеличив и установив дальше от крыльев передний руль высоты и руль направления.

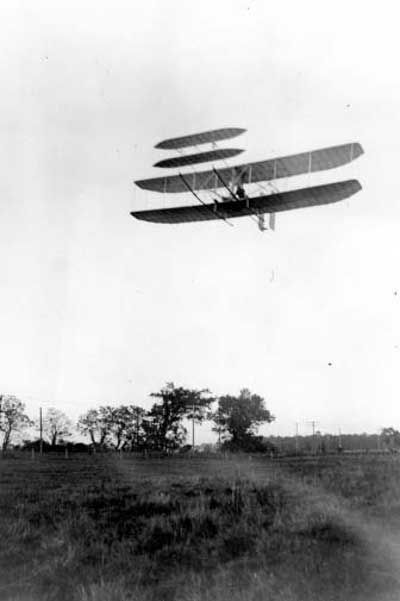
Флайер-III, пилотируемый Орвиллом над Прерией Хаффмана 4 октября 1905 года. Полёт № 46, около 38,5 км было покрыто за 33 минуты 17 секунд, последняя фотография полёта в этом году

Эти усовершенствования значительно улучшили стабильность и управление, подготовив базу для серии из шести «длинных полётов» продолжительностью от 17 до 38 минут и дальностью от 20 до 39 км по 1,4-км маршруту вокруг Прерии Хаффмана с 26 сентября по 5 октября. Уилбер совершил последний, и самый длинный, полёт дальностью 39,4 км за 38 минут 3 секунды, заканчивающийся безопасной посадкой после того, как закончилось топливо. У этого полёта было множество свидетелей, в том числе несколько их друзей, их отец Милтон, а также окрестные фермеры. Журналисты появились на следующий день (впервые после мая предыдущего года), но братья отказались летать. Длинные полёты убедили братьев Райт, что они достигли своей цели создания летающей машины, годной к практической эксплуатации, которую братья могли бы предложить к продаже.
Немногие фотографии полётов 1904—1905 годов были сделаны самими братьями Райт. (Несколько фотографий было повреждено в Большое Дэйтонское наводнение 1913 года, но большая часть сохранилась.) В 1904 году пчеловод из штата Огайо Амос Рут, энтузиаст новых технологий, увидел несколько относительно коротких полётов. Статьи, которые он написал для своего журнала пчеловодства, были единственными изданными сообщениями свидетеля полётов в Прерии Хаффмана, если не считать неудачный ранний полёт, который наблюдали местные корреспонденты. Рут предложил свою статью журналу Scientific American, но редактор отказался её печатать. В итоге информация о полётах братьев Райт не получила широкую известность вне штата Огайо и часто воспринималась со скептицизмом. Парижское издание Herald Tribune озаглавило статью 1906 года о братьях Райт «FLYERS OR LIARS?» («ЛЁТЧИКИ ИЛИ ЛГУНЫ?»; в английском названии игра слов).
Годы спустя Джеймс М. Кокс, издававший в то время Dayton Daily News (позднее губернатор Огайо и кандидат в президенты от Демократической партии в 1920 году), описывал отношение журналистов и читателей в те дни: «Откровенно говоря, никто из них не верил в это.». Несколько газет напечатали статьи о долгих полётах, но ни авторы статей, ни фотографы газет сами не присутствовали при полётах. Слабое внимание прессы было главной причиной скептического отношения в Вашингтоне, Европе а также в журналах, подобных Scientific American, редакторы которых сомневались относительно «предполагаемых экспериментов» и спрашивали, почему американские газеты не обращали внимания на столь важные события.
Братья Райт, безусловно, принимали меры для того, чтобы внимание к их полётам было минимальным. Опасаясь, что конкуренты воспользуются их идеями, и все ещё не оформив патент, они летали только однажды после 5 октября. С этого времени они отказались совершать полёты до заключения обязательного контракта на продажу самолёта. Они писали в правительство США, а затем Великобритании, Франции и Германии с предложением продать летающую машину, но отказывались от показательных полётов, настаивая на предварительном подписании контракта. Они не хотели даже показывать фотографии своего Флайера. Вооружённые силы США, которые потратили 50 000 долларов на Аэродром Лэнгли, передовой летательный аппарат своего времени, только для того, чтобы дважды увидеть его падение в Потомак, были особенно невосприимчивы к просьбам двух неизвестных изготовителей велосипедов из штата Огайо. Таким образом, непризнанные и гонимые, братья Райт продолжали свою работу, оставаясь в полной неизвестности, в то время как другие пионеры авиации, такие как бразилец Альберто Сантос-Дюмон и американец Гленн Кёртисс находились в центре внимания. Лишь 1906 году в номере от 7 апреля в Scientific American была опубликована информационная статья под заголовком «Аэроплан Райтов и его характеристики».
В 1906 и 1907 годах братья не совершали полётов, проводя в этот период переговоры с американскими и европейскими правительствами (22 мая 1906 года на летающую машину Райтов был выдан патент № 821393, заявка на который была подана ещё в 1903 году, см. также ниже ). После окончательного подписания контрактов с французской компанией и армией США они возвратились в Китти-Хоук в мае 1908 года с «Флайером» 1905 года, в котором были переделаны места для пилота и пассажира, и начали готовиться к важным для их контрактов показательным полётам. По контрактам самолёты должны были быть способны нести пассажира. Вслед за предварительными испытаниями, при которых на пассажирском месте размещались мешки с песком, Чарли Фёрнас, помощник из Дейтона, стал первым пассажиром самолёта, поучаствовав в нескольких коротких полётах 14 мая. С целью безопасности и в связи с обещанием, данным их отцу, Уилбер и Орвилл никогда не летали вместе. Позднее в этот день после одиночного семиминутного полёта Уилбер пережил своё худшее крушение, когда, всё ещё не хорошо освоив работу с двумя вертикальными рычагами управления, он, по всей видимости, повернул один из них неправильным образом и уронил «Флайер» в песок на скорости от 75 до 90 километров в час. Он получил лёгкие травмы и сломал нос, однако этот несчастный случай прекратил полёты.

## Патент

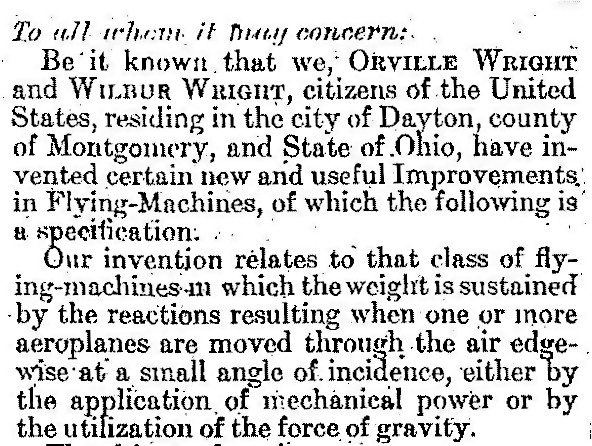
Заявка на патент. Из архива патентного бюро

Заявка на патент 1903 года, которую братья составили собственноручно, была отклонена. В начале 1904 года они наняли неизвестного в Огайо юриста, специализировавшегося на патентах, Гарри Тоулмина, и 22 мая 1906 года получили патент США № 821393 на «Летающую машину». Патент основывался на полётах планёра 1902 года (без двигателя).
Важность патента заключалась в регистрации нового и весьма полезного метода управления летающей машиной, вне зависимости от наличия двигателя. В тексте описана техника перекашивания крыла, но притом отдельно подчёркивается возможность использования иных методов регулирования внешних частей крыльев машины к различным углам с левой и с правой стороны в целях контроля крена. Концепция изменения углов законцовок крыла любым подходящим для этого способом является центральной идеей патента. Патент позволил братьям Райт выиграть судебные процессы против Гленна Кёртисса и других пионеров авиации, которые для управления креном использовали элероны — способ, похожий на описанный в патенте и демонстрируемый братьями Райт в их показательных полётах в 1908 году. Американские суды решили, что элероны также подпадают под формулировки патента, но европейские решения суда были менее категоричными (см. ниже). Патент также описывает управляемый хвостовой вертикальный руль и его инновационное использование в комбинации с перекашиванием крыла, позволяющее самолёту делать скоординированный поворот, технику, которая препятствует неблагоприятному рысканию, обусловившему риск переворота планёра 1901 года при полётах Уилбера. Кроме того, патент описывает передний руль высоты, используемый для подъёма и снижения.

## Поездка в Европу
В 1906 году братьям поступило предложение от нью-йоркской фирмы «Флинт энд компани», имевшей большой опыт продажи военной техники в Европе. Компания предлагала 500 тыс. долл. за права на продажу их самолёта за пределами США. Права на американский рынок оставались за братьями. В феврале 1907 Германия предложила 500 тыс. долларов за 50 «Флайеров», и братья согласились на то, чтобы «Флинт энд компани» стала их торговым представителем. В мае 1907 года Уилбер отправился в Европу для координации коммерческой работы.
После недолгого пребывания в Лондоне Уилбер отправился в Париж, где с помощью представителя «Флинт анд Ко» Харта Берга вступил в переговоры с правительством Франции. В ходе переговоров Уилберу дали понять, что ему следует повысить сумму контракта на 50 тыс. франков, и эта сумма «будет распределена между лицами, имеющими возможность добиться заключения сделки». Иначе говоря, французы попросили дать им «откат», от чего Уилбер наотрез отказался.
Не добившись контрактов в Европе, братья вернулись в США. 8 февраля 1908 года министерство обороны приняло предложение о цене 25 тыс. долл. за «Флайер». 3 марта того же года братья подписали соглашение о закупках с французской La Compagnie Générale de Navigation Aérienne с условием публичной демонстрации «Флайера» во Франции в середине лета.

## Показательные полёты

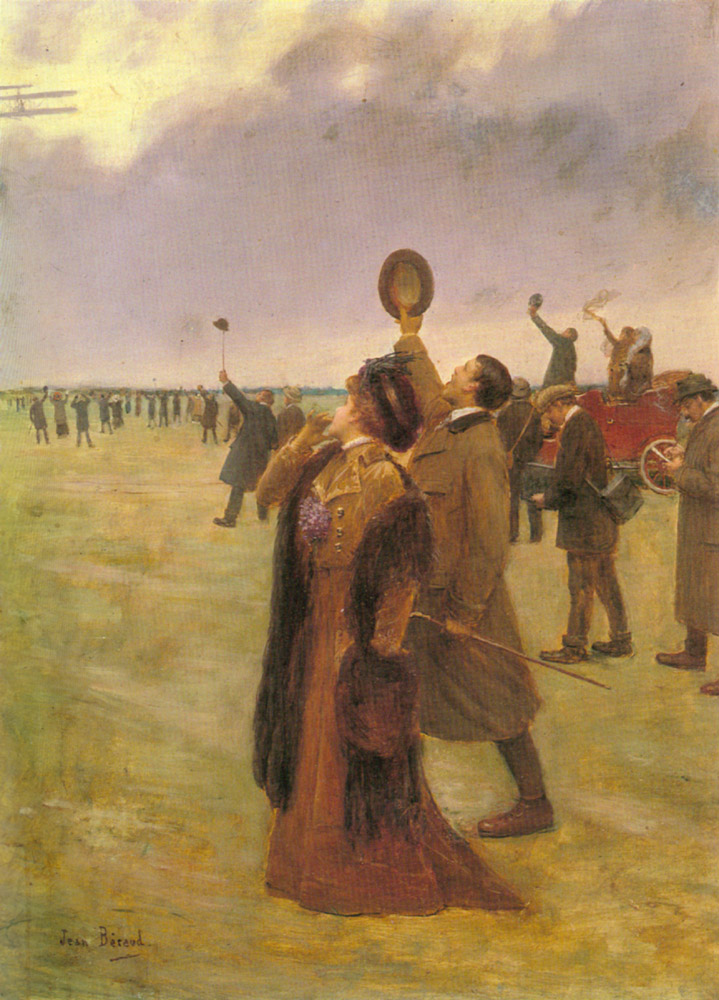
Ж. Беро. Полёт биплана братьев Райт. Частное собрание

Уилбер начал официальные показательные полёты 8 августа 1908 года на ипподроме около города Ле-Ман, Франция. Его первый полёт продолжался только 1 минуту 45 секунд, но его способность легко совершать повороты и летать по кругу поразили и ошеломили зрителей, в том числе нескольких лётчиков — французских пионеров авиации, таких как Луи Блерио. В последующие дни Уилбер сделал ряд технически сложных полётов, включая полёт по траектории восьмёрки, демонстрируя свои навыки пилота и потенциал машины, превосходящий достижения остальных пионеров авиации того времени.
Французская общественность была взволнована подвигами Уилбера, на его полёты собрались тысячи людей. На следующее утро братья Райт проснулись всемирно знаменитыми. Прежние скептики принесли извинения и поздравили Уилбера с успешными полётами. Редактор «L’Aérophile» Жорж Безансон писал, что полёты «…полностью рассеяли все сомнения. Никто из прежних хулителей братьев Райт не смеет сомневаться сегодня в предыдущих экспериментах этих людей, действительно впервые осуществивших настоящий полёт…». Известный французский энтузиаст авиации Эрнест Аршдекон писал: «В течение длительного времени братья Райт обвинялись в Европе в обмане… Сегодня их чествуют во Франции, и я чувствую огромное удовольствие … восстанавливая справедливость».

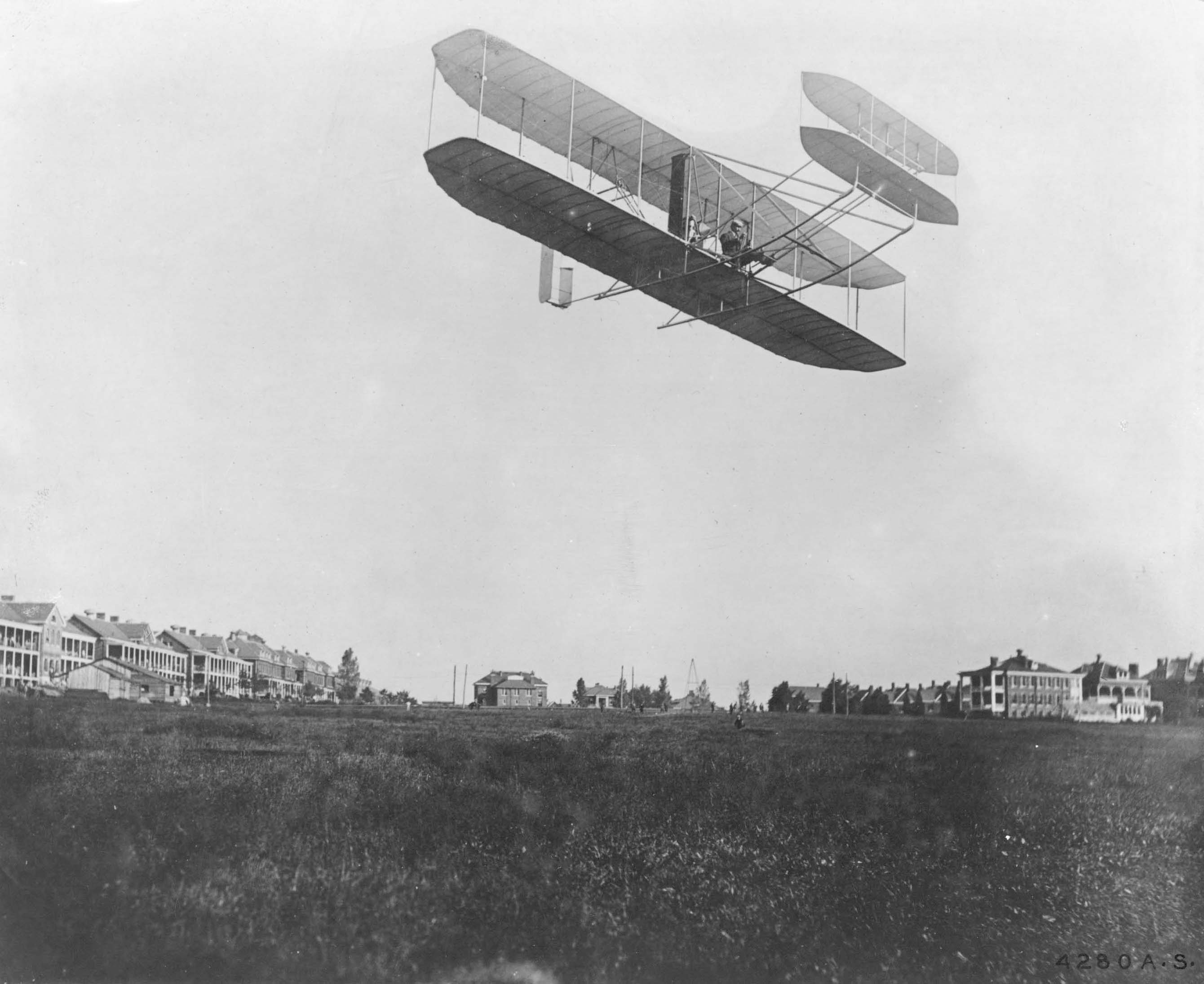
Орвилл проводит показательный полёт для представителей армии США, Форт Мер, Виргиния, сентябрь 1908. Фотограф C. H. Claudy

7 октября 1908 года Эдит Берг, жена европейского агента братьев, стала первой американкой-пассажиром самолёта, совершив полёт с Уилбером — и одной из многих пассажиров, которые совершали с ним полёты той осенью.
Орвилл развил успех брата, продемонстрировав второй почти идентичный «Флайер» представителям Армии США в Форт Мер, Виргиния, начиная с 3 сентября 1908 года. 9 сентября он сделал первый часовой полёт, пробыв в воздухе 62 минуты 15 секунд.

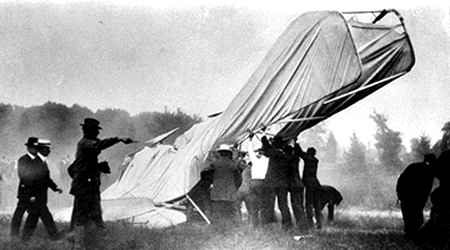
Крушение в Форт Мере. Фотограф C. H. Claudy

17 сентября старший лейтенант Томас Селфридж стал его пассажиром, выполняя роль официального наблюдателя. Через несколько минут после взлёта, на высоте около 30 м, пропеллер раскололся, лишив самолёт управления. Селфридж погиб в катастрофе, став первым человеком, погибшим в авиакатастрофе аппарата тяжелее воздуха с двигателем. Орвилл получил серьёзные травмы, он сломал левую ногу и четыре ребра. Рентген, проведённый через двенадцать лет по причине усиливающихся болей, показал, что при падении бедро пилота было вывихнуто и сломано в трёх местах. Сестра Уилбера и Орвилла, Кэтрин, школьный учитель, приехала из Дейтона в Вашингтон и оставалась с Орвиллом многие недели, пока он был в госпитале. Она помогла договориться об однолетнем продлении контракта с военными.
Глубоко потрясённый несчастным случаем, Уилбер решил провести ещё более зрелищные показательные полёты; в последующие дни и недели он установил новые рекорды высоты и продолжительности. В январе 1909 года Орвилл и Кэтрин присоединились к нему во Франции, и какое-то время они были мировыми знаменитостями, захватив внимание знати и бизнеса, репортёров и публики. Короли Англии, Испании и Италии присутствовали на полётах Уилбера.

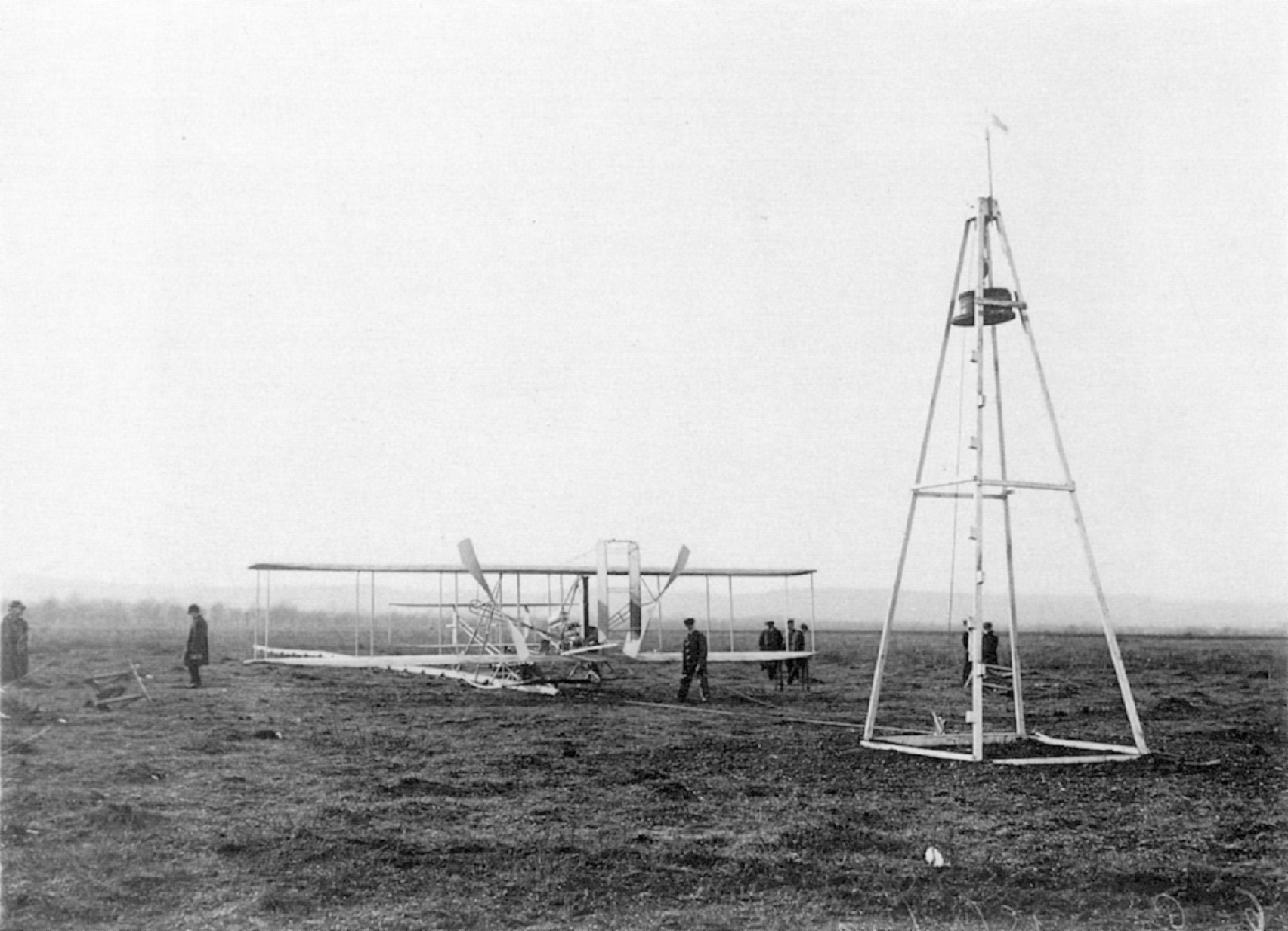
«Флайер А», пилотируемый Уилбером в 1908—1909 годах, и механизм запуска. Франция, 1909

Братья Райт отправились в город По на юге Франции, где Уилбер совершил ещё немало показательных полётов, пассажирами в которых были офицеры, журналисты и государственные деятели, а 15 февраля и его сестра Кэтрин. Он обучил двух французских пилотов, а затем передал самолёт французской компании. В апреле Райты переехали в Италию, где Уилбер собрал ещё один «Флайер», проводя показательные полёты и обучая пилотов. Впервые на борт поднялся кинооператор, осуществивший киносъёмку с самолёта.
После возвращения в США братья и Кэтрин были приглашены в Белый дом, где президент Тафт наградил их. За этим последовали двухдневные празднества в честь возвращения пионеров авиации в родной Дейтон. В июле 1909 года Орвилл с помощью Уилбера завершил показательные полёты для армии США, выполнив требование сделать двухместный самолёт, способный лететь с пассажиром в течение часа со средней скоростью 40 миль в час (64 км/ч) и совершать безопасную посадку. Они продали самолёт военным за 30 000 долл. (что включало премию в размере 5000 долл. за превышение запланированной скорости). Пиком славы стал полёт Уилбера в начале октября, когда на празднованиях в честь трёхсотлетия открытия реки Гудзон в Нью-Йорке он облетел вокруг Статуи Свободы и совершил 33-минутный полёт вверх и вниз по реке вдоль Манхэттэна на виду около одного миллиона жителей Нью-Йорка. Эти полёты принесли огромную известность братьям Райт в Америке.

### Семейные полёты
25 мая 1910 года, вернувшись в Прерию Хаффмана, Орвилл провёл два уникальных полёта. В первый из них он взял Уилбера в качестве пассажира; это был единственный полёт, осуществлённый братьями совместно. Для этого они получили разрешение от отца, так как прежде всегда обещали Милтону Райту избегать совместных полётов, чтобы избежать двойной трагедии. Затем и сам 82-летний отец побывал пассажиром, и этот семиминутный полёт стал единственным в его жизни.

## Патентные войны
В 1908 году братья отправили предупреждение Гленну Кёртиссу о нарушении их патентных прав, поскольку тот продавал свои самолёты, которые были оборудованы элеронами. Кёртисс отказал в уплате патентных платежей Райтам и продал свой самолёт Нью-Йоркскому обществу аэронавтики в 1909 году. Райты начали судебный процесс, который продолжался год. Также были предъявлены иски к иностранным авиаторам, которые совершали показательные полёты в США, включая известного французского авиатора Луи Полана. Европейские компании, имевшие лицензии братьев Райт, предъявили иски к авиастроителям в своих странах. Судебные процессы в Европе принесли только частичный успех. Несмотря на поддержку правительства Франции, судебное разбирательство затянулось, пока срок патента не истёк в 1917 году. Немецкий суд признал патент недействительным в связи с тем, что его суть была раскрыта в речах Уилбера Райта в 1901 году и Октава Шанюта в 1903 году. В США братья Райт подписали соглашение с Американским Аэроклубом о лицензировании авиашоу, которое проводил клуб, освободив участвовавших пилотов от угрозы судебного преследования. Организаторы шоу заплатили братьям Райт отступные. Братья Райт выиграли своё первое судебное дело против Кёртисса в феврале 1912 года, однако была подана апелляция.
С 1910 года до своей смерти от тифа в 1912 году Уилбер играл ведущую роль в патентных спорах, постоянно путешествуя, чтобы консультироваться с адвокатами и свидетельствовать в судах. Главным его побуждением было восстановление моральной справедливости, особенно в отношении Кёртисса, который начал создание крупной компании по производству самолётов. Активная деятельность братьев по юридической защите своих прав препятствовала их работе по созданию новых моделей самолётов, и в результате к 1911 году самолёты Райтов считались худшими по сравнению с другими, произведёнными в Европе. В результате развитие авиации США было замедлено до такой степени, что при вступлении США в Первую мировую войну армия страны из-за отсутствия современной американской модели была вынуждена закупать французские машины. Орвилл и Кэтрин Райт полагали, что Кёртисс был косвенно ответственен за преждевременную смерть Уилбера, которая явилась результатом его постоянных переездов и судебных баталий.
В январе 1914 года Окружной апелляционный суд утвердил решение суда в пользу Райтов против Кёртисса, компания которого продолжала избегать штрафов в связи с выбранной юридической тактикой. С этого времени Орвилл принял решение продать Wright Company. В 1917 году, во время Первой мировой войны, правительство США приняло решение о создании кросс-лицензионной организации, которой компании-участники должны платить общий платёж за использование авиационных патентов, в том числе первого и последующих патентов Райтов. Как Wright-Martin Company (преемник Wright Company), так и компания Кёртисса, которая была обладателем ряда собственных патентов, получили по 2 миллиона долл. США. «Патентная война» завершилась, хотя суды продолжались до 1920-х годов. По иронии судьбы, Wright Aeronautical Corporation (следующий преемник) и Curtiss Aeroplane Company слились в 1929 в корпорацию, которая стала называться Curtiss-Wright, эта компания существует и сегодня, являясь производителем высокотехнологичных комплектующих для космической промышленности.
Судебные процессы навели тень на общественное восприятие братьев Райт, считавшихся до того национальными героями. Критики считали, что братья были жадными и несправедливыми, и рассматривали их действия в невыгодном свете по сравнению с европейскими изобретателями, которые отказались ограничивать патентами свои достижения в новой сфере. Сторонники братьев Райт считали, что братья отстаивали свои интересы и справедливо ожидали должной компенсации за многие годы работы, приведшей к их изобретениям. Десятилетняя дружба с Октавом Шанютом, уже подпорченная спорами о степени его заслуг в успехе братьев, прекратилась после того, как он выступил с публичной критикой их действий.

## Wright Company
Wright Company была зарегистрирована 22 ноября 1909 года. Братья продали свои патенты компании за 100 000 долл., а также получили одну треть акций при выпуске пакета акций стоимостью в один миллион долларов и 10-процентный патентный платёж за каждый проданный самолёт. С Уилбером в президентском кресле и Орвиллом в роли вице-президента, компания заложила авиазавод в Дейтоне и аэродром для испытаний и обучения пилотов в Прерии Хаффмана; штаб-квартира компании находилась в Нью-Йорке.
В середине 1910 года братья Райт внесли изменения в модель своего самолёта, переместив горизонтальное оперение в заднюю часть и поставив колёса. К этому времени стало очевидно, что хвостовое расположение горизонтального оперения сделает самолёт более лёгким в управлении[уточнить], тем более, что скорость самолётов всё более увеличивалась. Этот самолёт получил название «Модель B», хотя первоначальный проект никогда не упоминался братьями Райт как «Модель А».
Покупателей самолётов было немного, и весной 1910 года Райты наняли и обучили группу пилотов для показательных полётов, на которых они могли рекламировать свои машины и приносить компании денежные призы за победы и рекорды, несмотря на презрительное отношение Уилбера к тому, что он назвал «клоунским бизнесом». Команда впервые начала показательные полёты на Индианаполисском шоссе 13 июня. К концу года в катастрофах на авиашоу погибли пилоты Ральф Джонстоун и Арч Хокссей, а в ноябре 1911 года братья расформировали пилотажную группу, в которой успели поработать девять человек (четыре других бывших участника группы погибли в авариях позже).
Первый известный коммерческий рейс Wright Company по перевозке груза состоялся 7 ноября 1910 года, при этом два рулона шёлка были доставлены из Дейтона в Колумбус, Огайо (105 км), для крупного магазина Муренхаус-Мартен, а оплата составила 5000 долл. Пилотом этого рейса, представлявшего собой по сути дела рекламный полёт, стал Фил Пармели. Расстояние было покрыто за 1 час 6 минут. Шёлк был порезан на маленькие кусочки и продан на сувениры.
Между 1910 и 1916 годами в лётной школе Wright Company в Прерии Хаффмана у Орвилла и его помощников прошли обучение 115 пилотов. Несколько стажёров стали знаменитыми, в том числе Генри «Хэп» Арнольд, будущий пятизвёздный генерал, командующий ВВС США во Второй мировой войне, возглавивший ВВС США при их создании; Калбрэйт Перри Роджерс, совершивший первый полёт от одного побережья до другого в 1911 году (с неоднократными остановками и авариями) на самолёте Райтов «Модель ЕХ», который назывался «Vin Fiz» по названию спонсора — производителя напитков; и Эдди Стинсон, основатель Stinson Aircraft Company.

## Споры со Смитсоновским институтом
Сэмюэл Пирпонт Лэнгли, секретарь Смитсоновского института с 1887 года до своей смерти в 1906 году, проводил эксперименты с моделями летающих машин и совершил успешные полёты неуправляемого самолёта с двигателем в 1896 и 1903 годах. Два испытания его полноразмерного оснащённого двигателем «Аэродрома» в октябре и декабре 1903 года, однако, закончились неудачно. Тем не менее, смитсоновцы позднее гордо выставили «Аэродром» в своём музее как первый аппарат тяжелее воздуха, «пригодный» для управляемого полёта с двигателем. Отодвинув достижение братьев Райт на второе место, они спровоцировали продолжающуюся десятилетиями вражду с Орвиллом Райтом, брат которого получал помощь от Смитсоновского института в начале работы над летающими машинами.

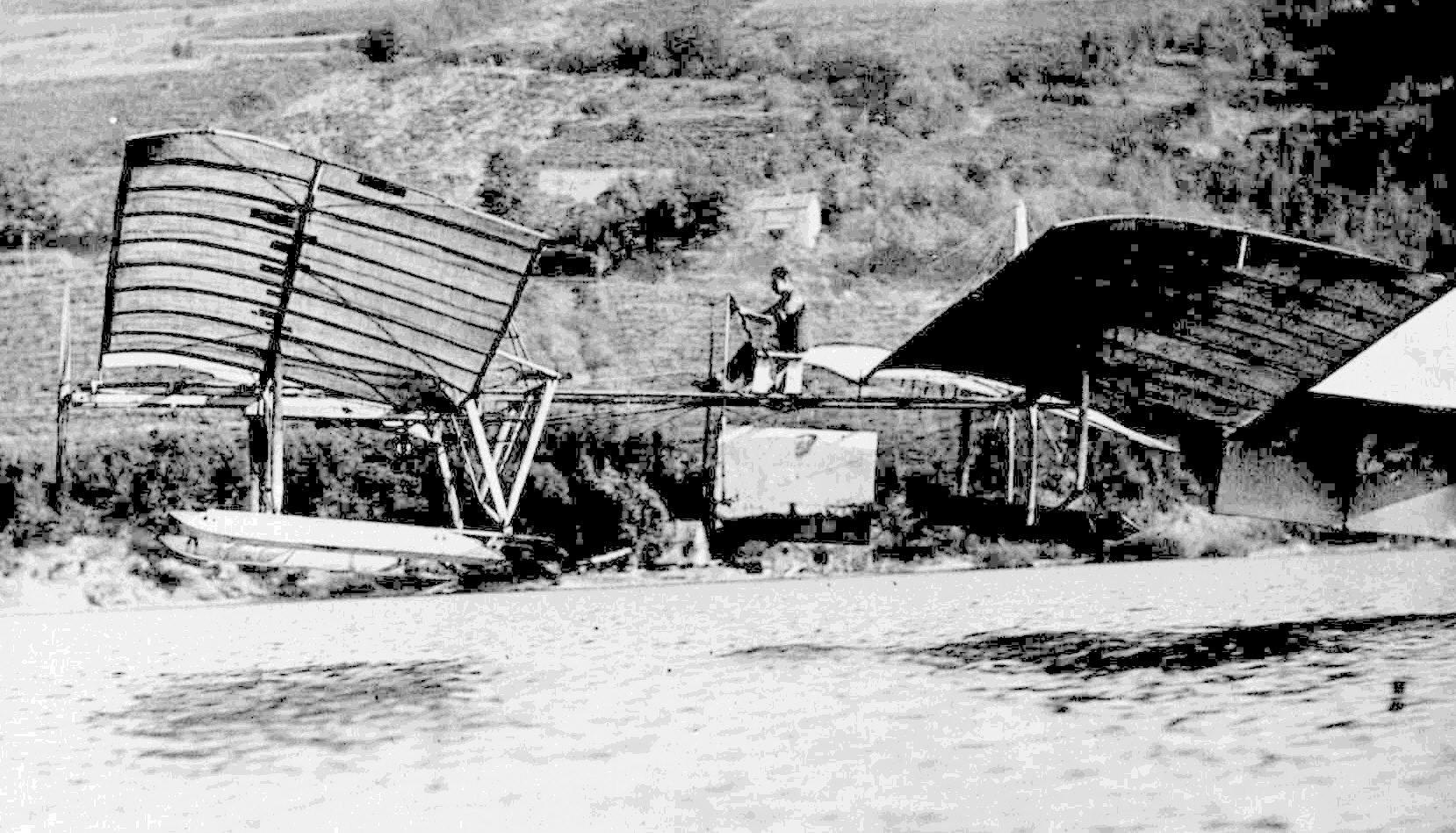
Гленн Кёртисс или его ассистент поднимают серьёзно модифицированный Аэродром Лэнгли над озером Кеука около Хаммондспорта, штат Нью-Йорк, 17 сентября 1914

Смитсоновцы основывали приоритет «Аэродрома» на коротком испытательном полёте Гленна Кёртисса, совершённом в 1914 году. Смитсоновцы пошли на сомнительный альянс с Кёртиссом, сделав усовершенствованную модель «Аэродрома» и попросив его пилотировать аппарат. Они рассчитывали спасти репутацию Лэнгли, доказав, что «Аэродром» мог лететь; Кёртисс хотел доказать то же, чтобы одержать верх в патентных разбирательствах с братьями. Испытания никак не повлияли на решение суда, но Смитсоновский институт полностью использовал их, демонстрируя «Аэродром» в своём музее и прославляя его в публикациях. Институт умолчал о значительных модификациях, проведённых Кёртиссом, однако Орвилл Райт узнал о них через своего брата Лорина и друга Гриффита Брювера, которые сделали фотографии некоторых испытательных полётов.
Орвилл неоднократно указывал на то, что «Аэродром» был совсем не таким, каким он был у Лэнгли, но смитсоновцы были непреклонны. Орвилл ответил тем, что передал восстановленный «Флайер» 1903 года Лондонскому научному музею в 1928 году, отказываясь передавать его в экспозицию Смитсоновского института, так как считал, что институт «извратил» историю летательных машин. Чарльз Линдберг пытался стать посредником в споре, но не преуспел. В 1942 году, после многих лет спора, портившего имидж заведения, Институт наконец впервые издал список усовершенствований «Аэродрома» и отказался от вводящих в заблуждение заявлений, которые были сделаны после испытаний 1914 года. Орвилл в частном порядке обратился к Британскому музею с просьбой возвратить «Флайер», но самолёт оставался на хранении до конца Второй мировой войны и прибыл в США уже после смерти Орвилла.
23 ноября 1948 года распорядители имущества Орвилла подписали договор со Смитсоновским институтом о приобретении «Флайера» за один доллар. Распорядители настояли на том, чтобы в договор были включены строгие условия показа аэроплана.
Соглашение говорит о том, что «ни Смитсоновский институт или его преемники, ни музей или иное агентство, бюро или организации, управляемые Смитсоновским институтом или для США Смитсоновским институтом или его преемниками, не должны издавать или публично демонстрировать отчёт или таблички в связи с или относительно любой другой модели самолёта или проекта, датируемых ранее самолёта Райтов 1903 года, утверждая, что такой аппарат мог совершить управляемый пилотируемый полёт с помощью собственного двигателя». При нарушении условий соглашения «Флайер» должен был быть передан наследникам братьев Райт. Некоторые поклонники авиации, особенно те, которые интересуются наследием Густава Уайтхэда, сегодня обвиняют Смитсоновский институт в отказе от изучения заявлений о более ранних полётах. После церемонии в Смитсоновском музее «Флайер» занял почётное место в экспозиции 17 декабря 1948 года, в 45-ю годовщину своего единственного успешного полёта. Племянник братьев Райт Милтон (сын Лорина), которому в детском возрасте довелось видеть планёры и «Флайер» во время постройки в велосипедном магазине, произнёс краткую речь и формально передал самолёт Смитсоновскому институту. С тех пор этот экспонат демонстрируется там с сопроводительной табличкой, которая гласит:

Первый самолёт братьев Райт
Первая в мире машина тяжелее воздуха с двигателем, на которой человек совершил свободный, управляемый и успешный полёт
Изобретён и построен Уилбером и Орвиллом Райтами
Совершил полёты в Китти-Хоуке, Северная Каролина, 17 декабря 1903 года
В своих оригинальных научных исследованиях братья Райт открыли принципы полёта человека
Как изобретатели, строители и пилоты они далее совершенствовали свой самолёт, научили человека летать и открыли эру авиации

## Последние годы

### Уилбер Райт
Оба брата остались холостяками. Уилбер однажды язвительно заметил, что у него «нет времени и на жену, и на самолёт». Он заболел во время поездки в Бостон в апреле 1912 года. По возвращении в Дейтон был поставлен диагноз брюшной тиф. Он умер в возрасте 45 лет в доме Райтов 30 мая. Его отец Милтон написал об Уилбере в своём дневнике: «короткая жизнь, полная достижений. Неизменный интеллект, невозмутимый характер, сочетающий великую веру в себя со столь же великой скромностью; отчётливо видя правду и следуя ей, он жил и умер».

### Орвилл Райт
Орвилл унаследовал пост президента Wright Company после смерти Уилбера. Разделяя отвращение Уилбера к бизнесу, но не обладая его деловой хваткой, Орвилл продал компанию в 1915 году. Он, Кэтрин и их отец Милтон переехали в особняк в Хауторн-хилл, Оквуд, штат Огайо, незадолго до того построенный богатой семьёй. Милтон умер во сне в 1917 году. Орвилл совершил свой последний полёт в качестве пилота в 1918 году. Он вышел из бизнеса и стал авиационным чиновником, входя в различные официальные правления и комитеты, участвуя в том числе в Национальном консультативном комитете по аэронавтике, предшественнике НАСА. Кэтрин вышла замуж за бывшего одноклассника в 1926 году, Орвилл к этому браку относился отрицательно. Он отказался от приглашения на свадьбу и перестал общаться с сестрой. Он встретился с Кэтрин (вероятно, по настойчивой просьбе Лорина) непосредственно перед её смертью от пневмонии в 1929 году.
19 апреля 1944 года второй экземпляр нового самолёта Lockheed «Constellation», пилотируемый Говардом Хьюзом и президентом авиакомпании TWA Джеком Фраем, пролетел по маршруту из Бербанка в Вашингтон за 6 часов 57 минут. На обратном пути самолёт совершил посадку на аэродроме Райт, после чего Орвилл совершил свой последний полёт, более чем через 40 лет после исторического первого взлёта. Возможно, ему даже позволили сесть за штурвал. Он отметил, что размах крыльев «Constellation» был больше, чем дистанция его первого полёта.
Орвилл умер в 1948 году после инфаркта миокарда, прожив жизнь от зари авиации до начала сверхзвуковой эры. Оба брата похоронены на семейном участке кладбища Дейтона, штат Огайо.

## Наследие
«Флайер-1» сегодня находится в Национальном музее авиации и космонавтики, подчиняющемся Смитсоновскому институту в Вашингтоне.
«Флайер-III», единственный самолёт, входящий в список национальных исторических памятников США, был разобран после полётов 1905 года. Он был заново собран в модификации, позволявшей лететь пилоту с пассажиром и с новой системой управления, и совершал полёты в Китти-Хоук в мае 1908 года. Самолёт был переделан обратно в версию 1905 года с одним пилотом в 1940-х годах с помощью Орвилла. На сегодняшний день он находится в Дейтоне, Огайо, в Историческом парке Каррилон. Место для демонстрации самолёта было предложено Орвиллом Райтом.
Орвилл оставил завещание, по которому после его смерти Институт Франклина в Филадельфии должен получить его коллекцию крыльев и приборов. Институт Франклина был первой научной организацией, которая признала приоритет братьев Райт в совершении первого управляемого полёта на аппарате тяжелее воздуха с двигателем. Сегодня Научный музей Института Франклина владеет наибольшим собранием экспонатов из мастерской братьев Райт.

## Претензии на приоритет со стороны других авиаторов

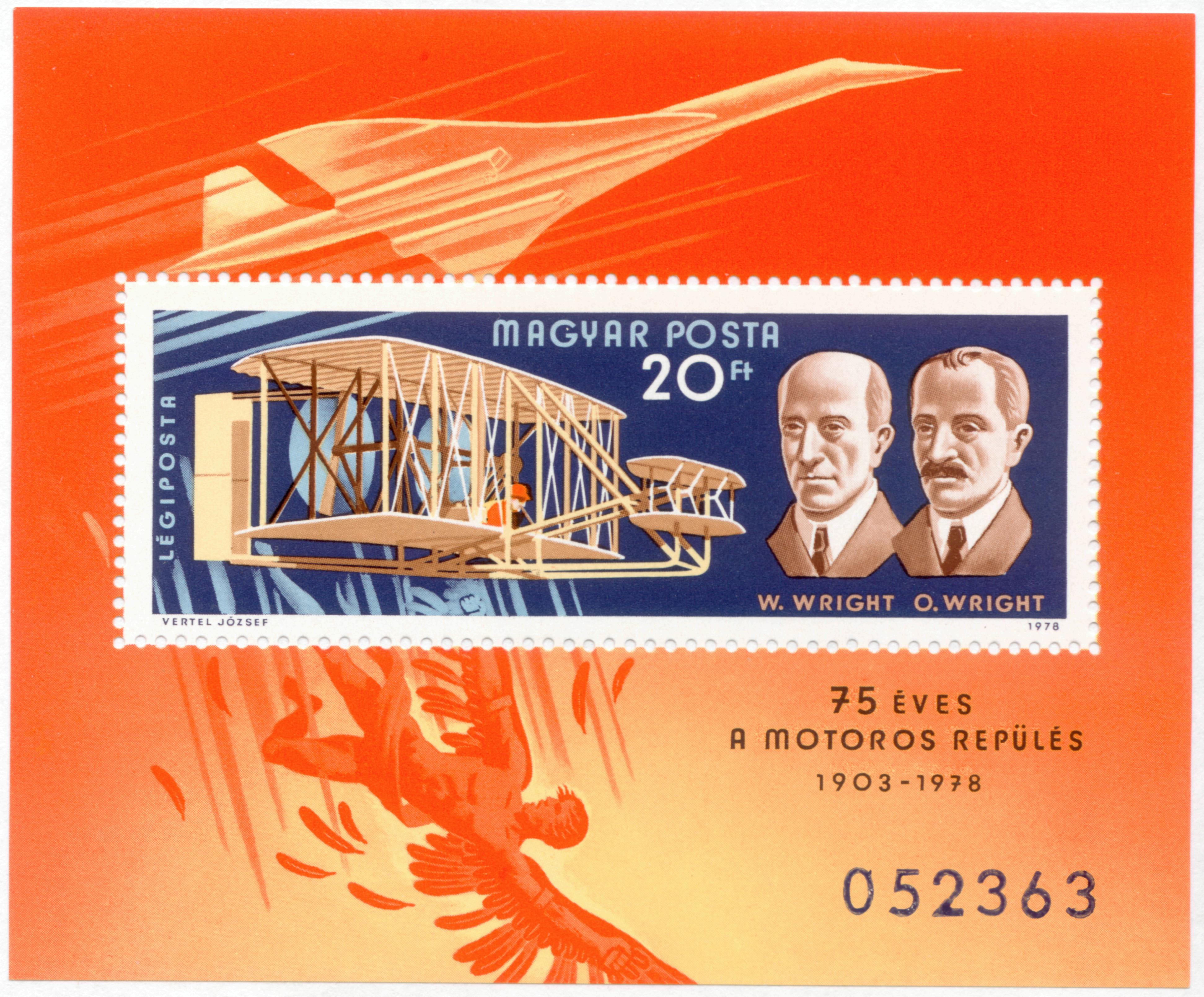
Портрет братьев Райт на юбилейном почтовом блоке, 1978 год

Существует множество заявлений о первых управляемых пилотируемых полётах на аппаратах тяжелее воздуха с двигателем (с различными вариациями определения) до полёта братьев Райт. Несколько заявлений фактически было сделано «после» первых успешных полётов Райтов, а также были попытки преуменьшить достижение по одной или нескольким техническим причинам: использование рельсов для взлёта, отсутствие колёс, экранный эффект, потребность во встречном ветре, и, начиная с 1904 года, использование катапульты. Такая критика базируется на факте, что «Флайер» братьев Райт не соответствовал тому, что люди и тогда, и сегодня, ожидали от самолёта.
«Флайер», разумеется, не обладал всеми элементами и удобствами современного самолёта, в частности, колёсами. Критики, однако, сконцентрировавшись на тезисах, указанных выше, в то же время не обращают внимание на дополнительный, но существенный факт: «Флайер», особенно в 1905 году, был первым аппаратом тяжелее воздуха, пилотируемым, оснащённым двигателем и крыльями, совершившим успешные полёты при полном управлении с использованием аэродинамических принципов, в развитие знаний о которых внесли огромный вклад братья Райт и которые применяются с тех пор на всех эксплуатируемых самолётах. Именно это достижение определяет братьев Райт в представлении многих людей как изобретателей самолёта.
ФАИ признаёт полёт «Флайера» братьев Райт 17 декабря 1903 года «первым пилотируемым и управляемым полётом аппарата тяжелее воздуха с двигателем». В 1890 году французский инженер Адер Клеман совершил на своём аппарате полёт дальностью около 50 м, но его аппарат был неуправляемым и не имел рулей.

## Память
- В их честь названа гора Райт на Плутоне и улица в деревне Копище под Минском.
- Один из стратегических бомбардировщиков B1 Lancer назван в честь них Spirit of brothers Right (Дух братьев Райт) , когда как остальные подобные самолёты названы в честь штатов , как например <<Spirit of Ohio>> . Дух братьев Райт в данном случае представляет Северную Каролину .

## Кинематограф
История братьев Райт несколько раз экранизировалась. Кроме того, братья появляются в некоторых фильмах, как второстепенные персонажи, существуют документальные, анимационные и образовательные фильмы об авиаторах, их изобретениях и полётах.
В двух кинокартинах роли братьев Райт исполняют также родные братья. Так, в историческом фильме Wilbur and Orville: The First to Fly (1973) снялись Стейси и Джеймс Кич, а в семейной комедии Вокруг света за 80 дней (2004) Оуэн и Люк Уилсоны.
В телефильме 1976 года The Winds of Kitty Hawk роли братьев исполняют Майкл Мориарти и Дэвид Хаффмэн.
Как герои второго плана братья появляются также в фильмах Conquest of the Air (1936), Young Einstein (1988) и некоторых других.

## В популярной культуре
Первому полёту братьев Райт посвящается песня Kill Devil Hill Брюса Дикинсона с альбома Tyranny Of Souls (2005).

## В компьютерных играх
Модель Wright Flyer I есть в авиационном симуляторе Microsoft Flight Simulator 2004 — The Century of flight